# Fridtjof Nansen
Fridtjof Wedel-Jarlsberg Nansen (Christiania, 10 de octubre de 1861-Lysaker, 13 de mayo de 1930) fue un explorador, científico, diplomático y trabajador humanitario noruego. Ganador del premio Nobel de la Paz, es considerado una de las personalidades más importantes de la historia de Noruega.
Durante su juventud fue campeón de esquí y patinaje sobre hielo, y, más tarde, lideró la primera travesía por el interior de Groenlandia, en 1888. Obtuvo fama internacional tras alcanzar el récord de latitud norte de la época —86°13'— durante su expedición del Fram al Polo Norte entre 1893 y 1896. Aunque se retiró de las exploraciones después de su regreso a Noruega, sus técnicas e innovaciones en la locomoción, equipo y vestuario especiales para la región polar influyeron en toda una serie de exploraciones posteriores en el Ártico y la Antártida.
Nansen estudió zoología en la Real Universidad Federicana en Cristianía y luego trabajó como conservador en el Museo de Bergen, donde su trabajo sobre el sistema nervioso central de los animales marinos inferiores le valió un doctorado. Nansen ayudó a establecer las teorías modernas sobre la neurona. Más tarde, el neurocientífico Santiago Ramón y Cajal ganó el premio Nobel de Medicina en 1906 por su investigación sobre el mismo tema. Después de 1896, su principal objeto de estudio pasó a ser la oceanografía y, en el marco de sus investigaciones hizo muchas expediciones científicas, principalmente en el Atlántico Norte y contribuyó al desarrollo de los equipos oceanográficos modernos.
Conocido como uno de los ciudadanos más prominentes de su país, Nansen se pronunció en 1905 a favor del fin de la unión entre Suecia y Noruega y contribuyó a convencer al príncipe Carlos de Dinamarca para que aceptase el trono del nuevo estado independiente. Entre 1906 y 1908 se desempeñó como representante de Noruega frente a Londres, donde ayudó a negociar el tratado que garantizaba la integridad de la independencia de Noruega.
En su última década de vida, Nansen se dedicó principalmente a trabajar para la Sociedad de Naciones, después de su nombramiento en 1921 como alto comisionado para los refugiados, donde trabajó en el intercambio de prisioneros de guerra y ayuda a los refugiados rusos. En 1922 fue galardonado con el Premio Nobel de la Paz por su trabajo en favor de las víctimas desplazadas de la Primera Guerra Mundial y otros conflictos. Entre las iniciativas que introdujo estaban el llamado «pasaporte Nansen», un certificado para personas apátridas que fue reconocido por cincuenta y dos gobiernos. Trabajó en favor de los refugiados hasta su repentina muerte en 1930 y, poco después la Sociedad estableció la Oficina Internacional Nansen para los Refugiados, para así garantizar la continuidad de su labor en pro de estos. Esta oficina recibió el Premio Nobel de la Paz en 1938. Se le conmemora habiendo dado su nombre a numerosos accidentes geográficos, en particular en las regiones polares.

## Antepasados y primeros años

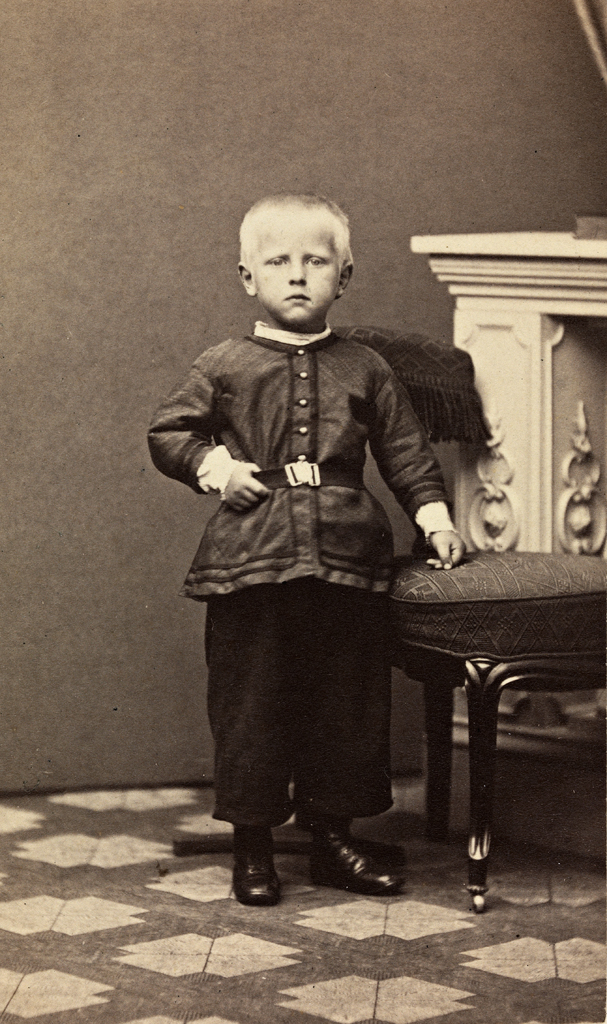
Nansen en 1865 con cuatro años de edad

Era el hijo menor de una familia acomodada. La familia Nansen era originaria de Dinamarca. Hans Hansen (1598-1667), un comerciante, fue un temprano explorador de la región del mar Blanco en el océano Ártico. En un momento posterior de su vida se asentó en Copenhague, convirtiéndose en borgmester de la ciudad en 1654. Generaciones posteriores de la familia vivieron en Copenhague hasta mediados del siglo XVIII, cuando Ancher Antoni Nansen se trasladó a Noruega (por entonces unida a Dinamarca). Su hijo, Hans Leierdahl Nansen (1764-1821), fue un magistrado primero en el distrito de Trondheim, más tarde en Jæren. Después de que Noruega se separase de Dinamarca en 1814, entró en la vida política nacional como el representante de Stavanger en el primer Storting, y se convirtió en un fuerte defensor de la unión con Suecia. Después de sufrir un ataque paralizante en 1821 Hans Leierdahl Nansen murió, dejando un hijo de cuatro años, Baldur Fridtjof Nansen, el padre del explorador.
Baldur fue un abogado sin ambiciones por la vida pública, quien se convirtió en secretario judicial del Tribunal Supremo de Noruega. Se casó dos veces. Su segunda esposa fue Adelaide Johanne Thekla Isidore Bølling Wedel-Jarlsberg de Bærum, hija del barón Christian Frederik Vilhelm Wedel-Jarlsberg y sobrina de Herman Wedel-Jarlsberg quien había ayudado a redactar la Constitución noruega de 1814 y fue más tarde virrey noruego del rey sueco. Baldur y Adelaide se asentaron en Store Frøen, una finca de Aker, unos pocos kilómetros al norte de la capital noruega, Cristianía (más adelante rebautizada como Oslo). La pareja tuvo tres hijos; el primero murió en la infancia, el segundo, nacido el 10 de octubre de 1861, fue Fridtjof Wedel-Jarlsberg Nansen.
Los alrededores de Store Frøen, rurales, determinaron la naturaleza de la infancia de Nansen. En los breves veranos las principales actividades fueron nadar y pescar, mientras que en el otoño el pasatiempo principal era cazar en los bosques. Los largos meses de invierno se dedicaban principalmente al esquí, que Nansen empezó a practicar a los dos años de edad, sobre unos esquíes improvisados. A los diez años desafió a sus padres e intentó el salto de esquí en la cercana instalación de Huseby. Esta hazaña casi tuvo consecuencias desastrosas, pues al caer sobre sus esquíes se hundieron profundamente en la nieve, lanzando al niño hacia adelante: «Yo, la cabeza por delante, describí un fino arco en el aire... [Cuando] caí de nuevo me hundí en la nieve hasta la cintura. Los chicos creyeron que me había roto el cuello, pero tan pronto como vieron que había vida en mí... estallaron risas burlonas». El entusiasmo de Nansen por el esquí no disminuyó, aunque según dijo, sus esfuerzos se vieron ensombrecidos por los de los esquiadores de la región montañosa de Telemark, donde se estaba desarrollando un nuevo estilo de esquí. «Ví que esta era la única manera», escribió Nansen más tarde.
En la escuela, Nansen trabajó adecuadamente sin mostrar ninguna aptitud en particular. Los estudios tenían un lugar secundario frente al deporte, o las expediciones por el bosque donde viviría «como Robinson Crusoe» durante semanas. A través de esas experiencias Nansen desarrolló un marcado grado de confianza en sí mismo. Se convirtió en un consumado esquiador y un patinador competente. Su vida se vio perturbada cuando, en el verano de 1877, Adelaide Nansen murió de repente. Alterado, Baldur Nansen vendió la propiedad de Store Frøen y se trasladó, con sus dos hijos menores, a Cristianía. La habilidad deportiva de Nansen siguió desarrollándose; a los dieciocho años batió el récord de patinaje mundial en la distancia de una milla (1,6 km), y al año siguiente ganó el campeonato nacional de esquí campo a través, una hazaña que repetiría en once ediciones posteriores.

## Estudiante y aventurero

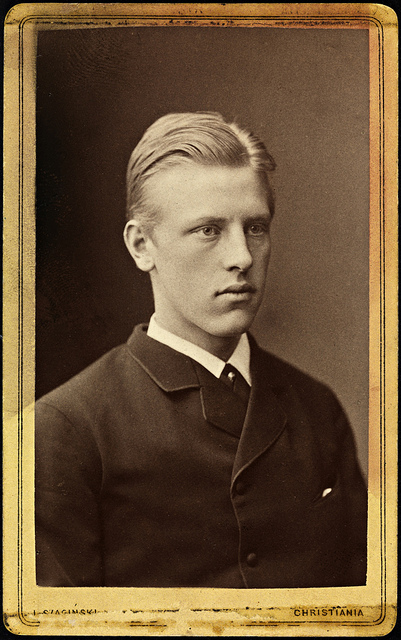
Nansen cuando era estudiante en Cristianía (1880, diecinueve años de edad).

En 1880 Nansen aprobó el examen de acceso a la universidad, el examen artium. Entró en la universidad para emprender los estudios de zoología, diciendo más tarde que eligió este tema porque creyó que le ofrecía la oportunidad de una vida al aire libre. Empezó sus estudios en la Real Universidad Federicana en Cristianía a principios de 1881.
A principios de 1882 Nansen dio «...el primer paso fatal que le llevó por el mal camino apartándolo de la tranquila vida de la ciencia». El profesor Robert Collett del departamento de zoología de la universidad propuso a Nansen para un viaje por el mar, para estudiar la zoología ártica de primera mano. Nansen se entusiasmó, y lo arregló a través de un conocido reciente, el capitán Axel Krefting, comandante de un barco foquero Viking. El viaje empezó el 11 de marzo de 1882 y duró los siguientes cinco meses. En las semanas antes de que saliera al mar, Nansen fue capaz de concentrarse en estudios científicos. A partir de muestras de agua demostró que, al contrario de lo que anteriormente se creía, el hielo marino se forma en la superficie del agua, más que en la profundidad. Su interpretación también demostraba que la corriente del Golfo fluye por debajo de una capa fría de agua superficial. En la primavera y principios del verano, el Viking se movió entre Groenlandia y Spitsbergen en busca de manadas de focas. Nansen se convirtió en un experto tirador, y en un día orgullosamente documenta que su equipo había disparado a doscientas focas. En julio, el Viking quedó atrapado en el hielo cerca de una sección no explorada de la costa groenlandesa; Nansen deseó visitar la orilla, pero esto era imposible. Sin embargo, empezó a desarrollar la idea de que la capa de hielo de Groenlandia podía ser explorada, o incluso cruzada. El 17 de julio el barco quedó libre del hielo, y pronto, en agosto, estaba de regreso en aguas noruegas.
Nansen no volvió a realizar estudios formales en la universidad. En lugar de ello, por recomendación de Collett, aceptó un puesto como curador en el departamento de zoología del Museo de Historia Natural de Bergen. Iba a pasar los siguientes seis años de su vida allí, salvo un viaje sabático de seis meses por Europa, trabajando y estudiando con figuras líderes como Gerhard Armauer Hansen, el descubridor del bacilo de la lepra, y Daniel Cornelius Danielssen, el director del museo que lo había transformado, de una serie de colecciones de segunda línea, a un centro de educación e investigación científica. El área de estudio elegida por Nansen fue el relativamente inexplorado campo de la neuroanatomía, específicamente el sistema nervioso central de los animales marinos inferiores. Antes de marcharse para su gira sabática en febrero de 1886 publicó un artículo científico resumiendo su investigación hasta la fecha, en el que afirmaba que «...la anastomosis o uniones entre las diferentes células de los ganglios» no pueden demostrarse con certeza. Este punto de vista nada ortodoxo se vio confirmado por investigaciones simultáneas del embriólogo Wilhelm His y el psiquiatra Auguste Forel. Nansen está considerado como el primer defensor noruego de la teoría neuronal, originalmente propuesta por Santiago Ramón y Cajal. Su artículo científico posterior, La estructura y combinación de elementos histológicos del sistema nervioso central, publicado en 1887, se convirtió en su tesis doctoral.
Sus trabajos le apasionan, pero no se adaptaba mucho a la rutina.

## La travesía de Groenlandia

### Preparación

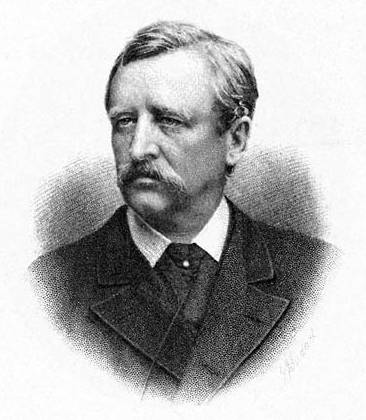
Adolf Erik Nordenskiöld, cuya expedición de 1883 había penetrado 160 km en la capa de hielo de Groenlandia

La idea de una expedición que cruzara la capa de hielo de Groenlandia creció en la mente de Nansen durante sus años en Bergen. En 1887, después de presentar su tesis doctoral, finalmente empezó a organizar su proyecto. Antes, las dos penetraciones más significativas en el interior de Groenlandia habían sido las de Adolf Erik Nordenskiöld en 1883, y Robert Peary en 1886. Ambos habían partido de la bahía de Disko en la costa occidental, y habían viajado alrededor de 160 km hacia el este antes de darse la vuelta. En cambio, lo que proponía Nansen era viajar del este al oeste, finalizando, más que iniciando, su viaje en la bahía de Disko. Una partida que saliera de la habitada costa occidental tendría, según razonaba él, que hacer el viaje de vuelta, pues ningún barco tendría seguro el llegar a la peligrosa costa oriental y recogerlos. Al empezar en el este —suponiendo que pudiera desembarcar allí— el de Nansen sería un viaje de sentido único hacia una zona poblada. La partida no tendría ninguna línea de repliegue a una base segura; la única vía sería seguir adelante, una situación que encajaba por completo con la filosofía de Nansen.
Nansen rechazó la compleja organización y gran cantidad de mano de obra de otras aventuras árticas, y en lugar de ello planeó su expedición para un grupo reducido de seis personas. Los suministros serían llevados por ellos mismos en trineos ligeros especialmente diseñados. Gran parte del equipamiento, incluidos los sacos de dormir, la ropa y los hornillos, también necesitaron ser diseñados desde cero. Estos planes recibieron en general una pobre recepción en la prensa; un crítico no tenía dudas de que «si [el] plan se llevaba a cabo en su forma actual... las oportunidades son de una contra diez que él... inútilmente perdería su vida y quizá la de otros». El parlamento de Noruega rechazó proporcionar apoyo financiero, creyendo que semejante empresa, potencialmente peligrosa, no debía ser apoyada. Al final, el proyecto fue lanzado con una donación de un empresario danés, Augustin Gamél; el resto vino principalmente de pequeñas contribuciones de los compatriotas de Nansen, a través de un esfuerzo para recaudar fondos organizado por estudiantes universitarios.
A pesar de la publicidad en contra, Nansen recibió numerosas solicitudes de potenciales. Quería expertos esquiadores, e intentó reclutarlos entre los esquiadores de Telemark, pero rechazaron sus propuestas. Nordenskiöld había aconsejado a Nansen que los sami de Finlandia en el extremo norte de Noruega, eran expertos viajeros a través de la nieve, de manera que Nansen reclutó a dos de ellos, Samuel Balto y Ole Nielsen Ravna. El resto de plazas fueron a Otto Sverdrup, un antiguo capitán marino que más recientemente había trabajado como guarda forestal; Oluf Christian Dietrichson, un oficial del ejército y Kristian Kristiansen «Trana», un conocido de Sverdrup. Todos tenían experiencia en la vida exterior en condiciones extremas, y eran expertos esquiadores. Justo antes de que se marcharan, Nansen tuvo que defender formalmente su tesis en la universidad. Según la costumbre, se le exigía defender su obra ante examinadores nombrados como «abogados del diablo». Se marchó a la expedición sin conocer el resultado de este proceso.

### Expedición

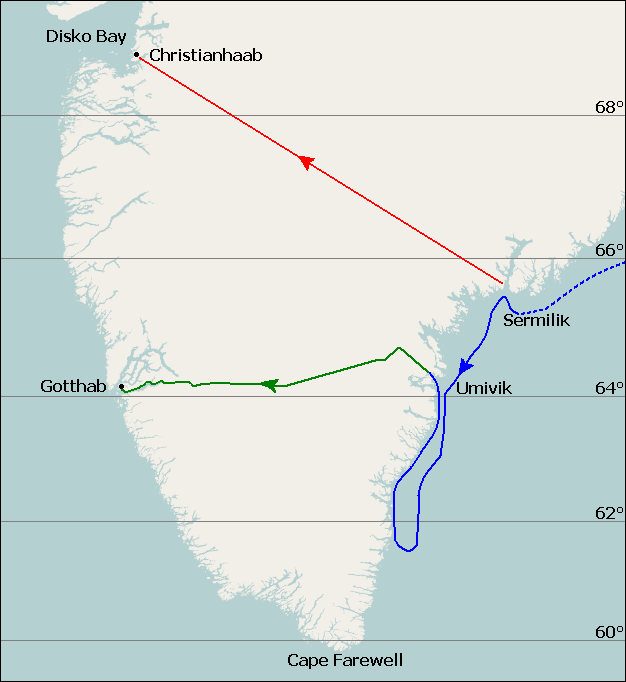
Expedición de Groenlandia, julio-octubre de 1888
Ruta planeada desde Sermilik a Christianhaab
Acercamiento y desembarco el 29 de julio
Ruta real seguida a Godthaab, 15 de agosto–3 de octubre

Era la primera travesía este-oeste de Groenlandia, un recorrido de 500 km sobre glaciares con una temperatura de -45 °C. El barco foquero Jason recogió al grupo de Nansen el 3 de junio de 1888 en el puerto islandés de Ísafjörður. Avistaron la costa groenlandesa una semana después, pero numerosos hielos a la deriva dificultaron su avance. Con la costa aún a 20 km de distancia, Nansen decidió lanzar pequeños botes. Tenían a la vista el fiordo de Sermilik el 17 de julio; Nansen creyó que ofrecería una ruta hacia la capa de hielo.
La expedición dejó al Jason «con buen ánimo y con las mayores esperanzas de un resultado positivo». Le siguieron días de extremada frustración mientras derivaban hacia el sur. El tiempo y las condiciones del mar les impidieron alcanzar la orilla. Pasaron la mayor parte del tiempo acampados sobre el propio hielo a la deriva, era demasiado peligroso salir en los botes.
Para el 29 de julio, se encontraron 380 km al sur del punto en el que habían dejado el barco. Ese día finalmente tomaron tierra, pero estaban demasiado al sur para empezar el cruce. Nansen ordenó que el equipo regresara a los botes después de un breve descanso y empezaron a remar hacia el norte. El grupo luchó hacia el norte a lo largo de la costa, a través de los hielos que flotaban, durante los siguientes doce días. Encontraron un gran campamento esquimal el primer día, cerca del cabo Steen Bille. Conforme fueron progresando en su viaje, se sucedieron los contactos ocasionales con la población nativa nómada.
El grupo alcanzó la bahía de Umivik el 11 de agosto, después de cubrir 200 km. Nansen decidió que necesitaban empezar ya el cruce. Aunque estaban aún muy al sur en relación con el punto que tenían previsto para empezar, el verano empezaba a estar muy avanzado. Después de desembarcar en Umivik, pasaron los siguientes cuatro días preparándose para el viaje. Salieron el 15 de agosto, dirigiéndose hacia el noroeste, en dirección a Christianhaab en la orilla occidental de la bahía de Disko, a 600 km.
A lo largo de los siguientes días, lucharon por ascender a la meseta groenlandesa. El hielo tierra adentro tenía una superficie traicionera con muchas crevasses (grietas en el hielo) ocultas y el tiempo era malo. En una ocasión, el progreso se detuvo durante tres días debido a violentas tormentas y lluvia continua. El último barco que abandonaría Christianhaab ese año se marcharía a mediados de septiembre. El 26 de agosto Nansen aceptó que no serían capaces de alcanzarlo a tiempo. Ordenó un cambio de dirección al oeste, hacia Godthaab; un viaje acortado en al menos 150 km. El resto del grupo, según Nansen, «aplaudieron el cambio de planes con aclamación».

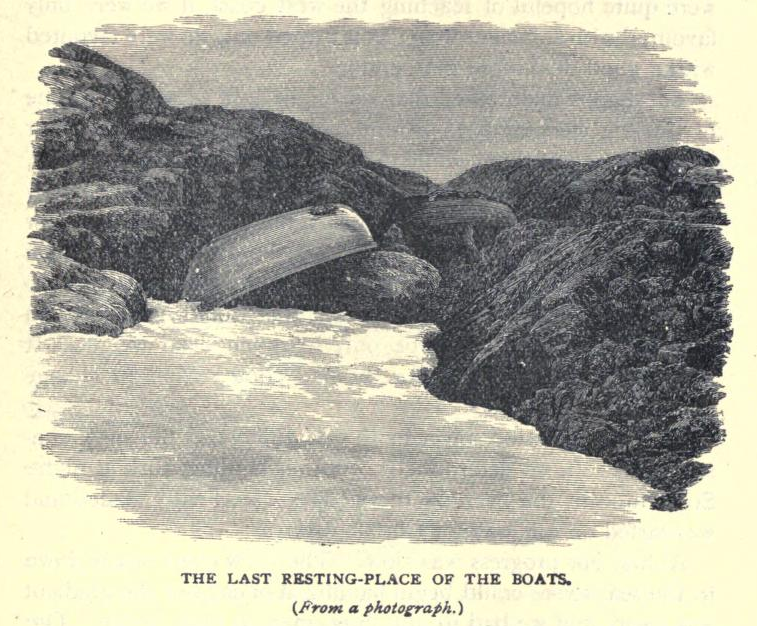
Botes y suministros reunidos en la costa oriental de Groenlandia

Siguieron subiendo hasta el 11 de septiembre y llegaron a una altitud de 2719 m sobre el nivel del mar. Las temperaturas en la cumbre de la capa de hielo bajó hasta alcanzar los -45 °C por la noche. A partir de ahí, la ladera de bajada era más fácil. Aun así, el terreno era accidentado, y el tiempo siguió hostil. El progreso era lento: nieve recién caída hizo que arrastrar los patines de los trineos fuera como empujarlos a través de arena.
El 26 de septiembre, esforzadamente bajaron al borde de un fiordo al oeste hacia Godthaab. Sverdrup construyó un bote artesanalmente con partes de los trineos, los postes de la tienda, y la lona de esta. Tres días más tarde, Nansen y Sverdrup empezaron la última etapa del viaje, remando por el fiordo.
El 3 de octubre, alcanzaron Godthaab, donde el representante danés en la población los saludó. Lo primero que hizo fue felicitar a Nansen por su doctorado, un asunto que «no podría ser algo más lejos de su pensamiento [al de Nansen] en ese momento». El equipo había logrado el cruce en 49 días. A través del viaje, realizaron mediciones meteorológicas, geográficas y de otro tipo en relación con el interior hasta entonces inexplorado.
El resto del equipo llegó a Godthaab el 12 de octubre. Nansen pronto descubrió que no era probable que llegara ningún barco a Godthaab hasta la siguiente primavera. Aun así, fue capaz de enviar cartas a Noruega a través de un buque que abandonaría Ivigtut a finales de octubre. Él y su equipo pasaron los siguientes siete meses en Groenlandia. Nansen aprovechó ese tiempo invernal con los esquimales para estudiarlos.
El 15 de abril de 1889, el barco danés Hvidbjørnen finalmente entró en la bahía. Nansen escribió: «No sin pena abandonamos este lugar y a esta gente, entre los cuales nos lo hemos pasado tan bien».

## Interludio y matrimonio

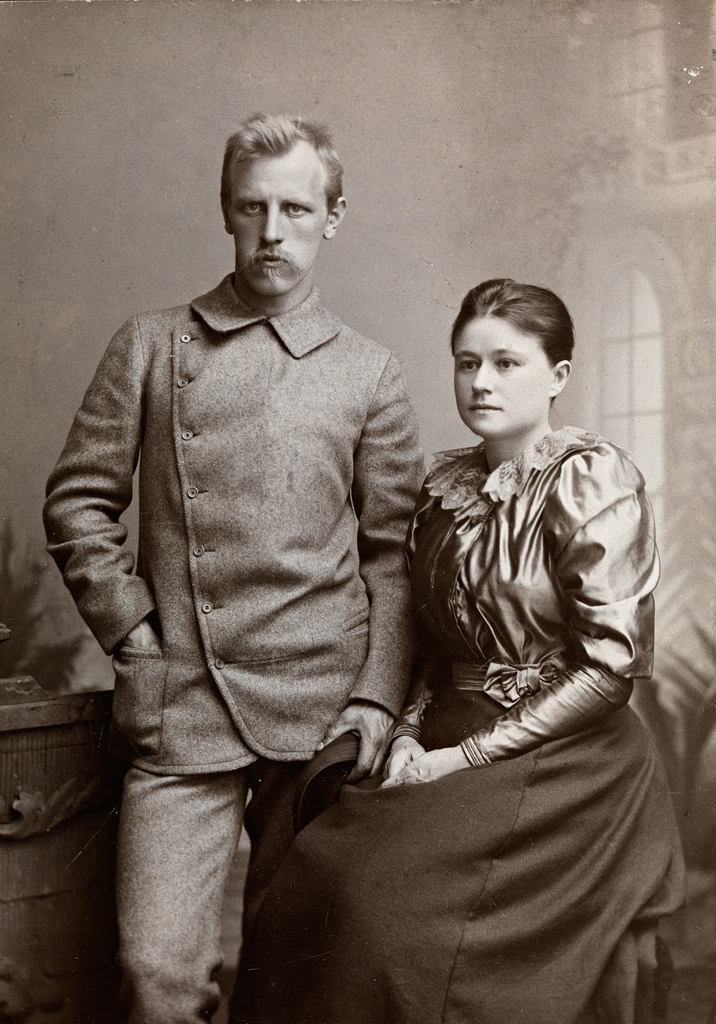
Fridtjof Nansen y Eva Nansen en el otoño de 1889

El Hvidbjørnen llegó a Copenhague el 21 de mayo de 1889. Las noticias del cruce de Groenlandia había precedido a su llegada, y Nansen y sus acompañantes fueron festejados como héroes. Esta bienvenida, sin embargo, no fue nada en comparación con la recepción en Cristianía una semana después, cuando las multitudes entre 30 000 y 40 000 personas (un tercio de la población de la ciudad) llenó las calles conforme el grupo iba a la primera de una serie de recepciones. El interés y el entusiasmo generado por los logros de la expedición llevó directamente a la formación ese mismo año de la Sociedad Geográfica Noruega.
De vuelta a Noruega, Nansen enseñó en el instituto zoológico de la universidad de Christiania, encargado de la colección de zoología de la universidad, un puesto que llevaba un salario, pero no implicaba obligación alguna; a la universidad le bastaba con estar asociada al nombre del explorador. La principal empresa de Nansen en las semanas siguientes fue escribir su relato de la expedición, pero encontró tiempo, a finales de junio, para visitar Londres, donde conoció al príncipe de Gales (el futuro Eduardo VII), y pronunció una conferencia en la Royal Geographical Society (RGS).
El presidente de la RGS, Mountstuart Elphinstone Grant Duff, dijo que Nansen había reclamado «el lugar más destacado entre los viajeros septentrionales», y más tarde le concedió la prestigiosa Medalla del Fundador de la sociedad. Este fue uno de los muchos honores que Nansen recibió de instituciones de toda Europa. Fue invitado por un grupo de australianos a liderar una expedición a la Antártida, pero declinó, creyendo que los intereses de Noruega estarían mejor servidos por la conquista del polo Norte.
El 11 de agosto de 1889 Nansen anunció su compromiso con Eva Sars, la hija de Michael Sars, un profesor de zoología que había muerto cuando Eva tenía 11 años de edad. La pareja se había encontrado años atrás, en el centro de esquí de Frognerseteren, donde Nansen recuerda haber visto «dos pies saliendo de la nieve». Eva era tres años mayor que Nansen, y a pesar de la evidencia de su primer encuentro, era una esquiadora competente. También era una celebrada cantante clásica que había estudiado en Berlín con Désirée Artôt, en su tiempo amante de Chaikovski. El compromiso sorprendió a muchos, ya que Nansen con anterioridad había expresado contundentemente contra la institución del matrimonio, Otto Sverdrup asumió que había leído mal el mensaje. La boda se celebró el 6 de septiembre de 1889, menos de un mes después del compromiso.
Nansen publicó artículos y dos libros: Paa ski over Grønland: en skildring af Den norske Grønlands-ekspedition 1888-89 (La primera travesía de Groenlandia, 1890) y Eskimoliv (Vida de los esquimales, 1891).

## La expedición delFram

### Planteamiento

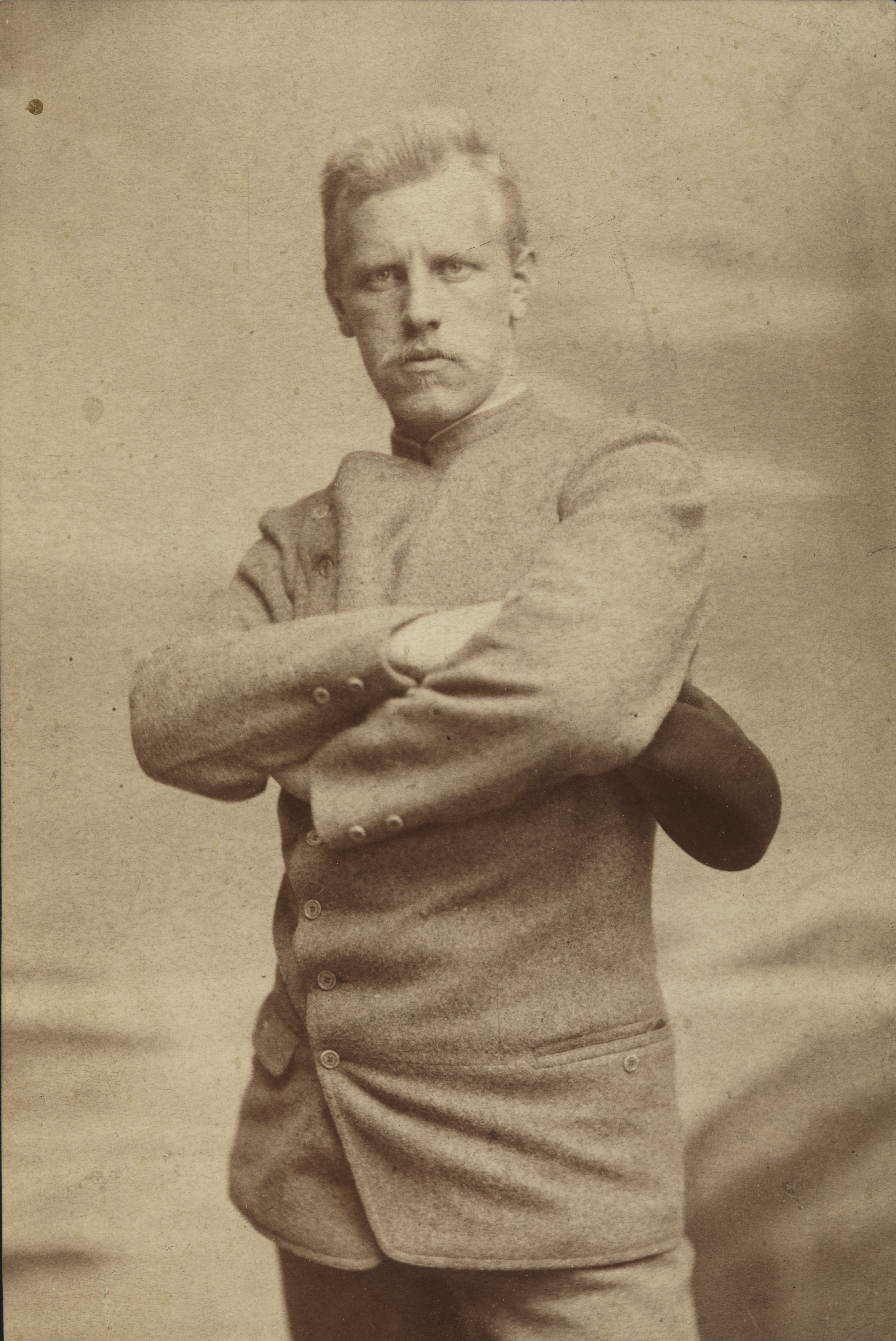
Nansen en 1889

Habiendo adquirido renombre internacional gracias a su primera expedición, Nansen presentó a la Sociedad Geográfica Noruega un nuevo proyecto, «una deriva transpolar». Empezó a considerar la posibilidad de alcanzar el polo Norte después de leer la teoría del meteorólogo Henrik Mohn sobre la deriva transpolar, quien pronunció una conferencia al respecto en 1884 en la Academia Noruega de Ciencias y Letras. Se basó en la experiencia del buque La Jeannette, aprisionado y destrozado por los hielos al noreste de las islas de Nueva Siberia, al norte del estrecho de Bering, en junio de 1881, y cuyos restos fueron recogidos tres años más tarde en el lado opuesto del océano Ártico, en las proximidades de Julianehaab, en la costa suroccidental de Groenlandia. Mohn supuso que el encuentro de los restos indicaba la existencia de una corriente oceánica que iría del este al oeste, cruzando todo el mar polar y posiblemente pasando por encima del propio polo.
La idea se fijó en la mente de Nansen durante los dos años siguientes. En la introducción al Norte más lejano, Nansen escribió «Inmediatamente se me ocurrió que aquí estaba ya preparada la ruta a mano» cruzando el mar polar. Nansen conjeturó que la corriente de agua cálida del Polo «difícilmente podría haber sido otra que la corriente del Golfo» y era la fuerza que estaba detrás del movimiento del hielo.
Nansen hizo pública su idea en febrero de 1890, en un encuentro de la recién formada Sociedad Geográfica Noruega. Expediciones previas, argumentó, se acercaron al polo Norte desde el oeste y fracasaron porque lucharon contra la corriente, predominantemente este-oeste; el secreto estaba en trabajar a favor de la corriente.
Un plan que pudiera funcionar exigía un barco robusto y maniobrable, de pequeñas dimensiones, capaz de llevar combustible y provisiones para doce hombres durante cinco años. Este barco entraría en la banquisa cerca de la ubicación aproximada del hundimiento de la Jeannette, dejándose llevar por la deriva hacia el oeste con la corriente hacia el polo y más allá de él, alcanzando finalmente el mar, entre Groenlandia y Spitsbergen.
Los exploradores polares experimentados fueron desdeñosos: Adolphus Greely consideró la idea «un ilógico plan de auto-destrucción». Igualmente despreciativos fueron Sir Allen Young, un veterano de las búsquedas por la expedición perdida de Franklin, y Joseph Dalton Hooker, quienes habían navegado a la Antártida con la expedición Ross. A pesar de ello, Nansen consiguió reunir los fondos suficientes para su proyecto. Se aseguró financiación del parlamento de Noruega después de un apasionado discurso. Se aseguraron fondos adicionales a través de una petición nacional a donaciones privadas.

### Preparativos
Nansen decidió construir su buque según un nuevo diseño, que fuera capaz de resistir la presión lateral de los hielos, que destrozaba otros barcos, alzándose sobre ellos. El arquitecto naval noruego Colin Archer le construyó el Fram (en español, «Adelante»), un navío extraordinariamente recio con un intrincado sistema de vigas transversales y puntales de la más dura madera de roble.
Aparejó este buque de 402 toneladas brutas, como goleta de tres mástiles, con un velamen de 600 m² de superficie. La relación manga-eslora, 39 m de largo por 11 de ancho, le daba una apariencia rechoncha, que Archer justificaba así: «Un barco que es construido con la única pretensión de adecuarse a la finalidad pretendida [por Nansen] tiene que diferir esencialmente de cualquier otro buque conocido». Fue botado el 6 de octubre de 1892.
El Fram fue construido mediante unos planos específicos y poseía los siguientes detalles técnicos:
- un casco afilado tanto a proa como a popa, con los lados unidos para deslizarse fuera del hielo en caso de presión, hechos de madera de roble, con un espesor total de 70 a 80 cm en general y 125 en la proa. La madera estaba inicialmente destinada a la marina noruega, almacenada durante más de treinta años;
- una proa reforzada y protegida por una coraza rompehielos de hierro;
- una quilla redondeada; estaba diseñada para empujar el barco hacia arriba cuando lo rodearan los hielos. La rapidez y la maniobrabilidad eran secundarias frente a su habilidad para seguir siendo un refugio seguro y cálido durante el predecible confinamiento.[43]
- una popa reforzada;
- un conjunto de timón y hélice retráctiles, con recorrido vertical, para que el hielo no los rompiese;
- una bodega dividida en tres compartimentos estancos, logrando la seguridad del buque en caso de entrada de agua;
- un interior compuesto de un salón y seis cabinas;
- un motor de triple expansión de 220 CV, que permitía una velocidad de 6 a 7 nudos.

Nansen seleccionó un grupo de doce de entre los miles de solicitantes. Otto Sverdrup, quien formó parte de la expedición a Groenlandia, fue nombrado segundo al mando de la expedición. La competencia fue tan feroz que el teniente del ejército y experto en perros Hjalmar Johansen firmó como fogonero, la única posición que aún estaba disponible.
Nansen previó un viaje de dos a tres años. Almacenó entonces a bordo alimento y carburante para varios años, así como numerosos libros e instrumentos científicos. Dejó a su mujer y su hija de seis meses y se embarcó.

### Hacia el hielo

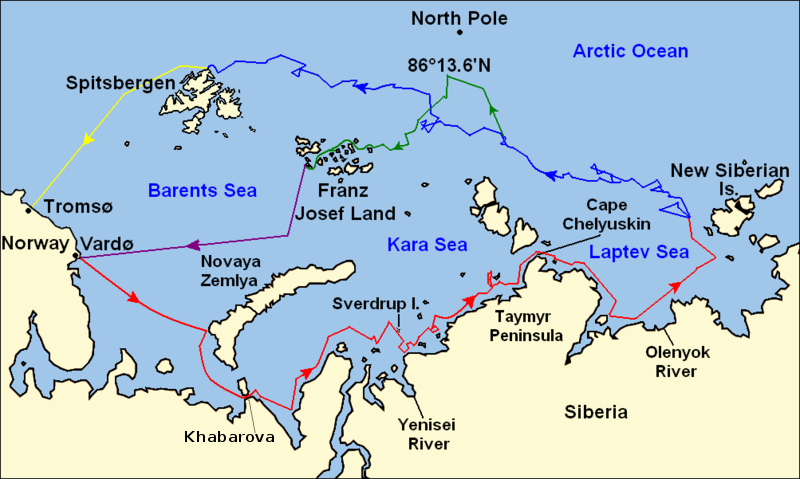
Rutas de la expedición, julio de 1893–agosto de 1896:
Ruta del Fram hacia la banquisa, julio-septiembre de 1893
Deriva de tres años del Fram hasta Spitsbergen
Marchas de Nansen, marzo de 1895–junio de 1896
Regreso de Nansen a Vardø, agosto de 1896
Regreso del Fram a Tromsø, agosto de 1896

En 1893 se dirigió hacia el Ártico en el Fram.
El Fram dejó Cristianía el 24 de junio, animado por miles de personas que les deseaban lo mejor. Después de un lento viaje rodeando la costa, el puerto final que visitaron fue el de Vardø, en el extremo noreste de Noruega. El Fram dejó Vardø el 21 de julio, siguiendo la ruta del Paso del noreste del que fue pionero Nordenskiöld en 1878-1879, a lo largo de la costa septentrional de Siberia. El progreso se vio entorpecido por la niebla y las condiciones del hielo en aguas que, en su mayoría, no estaban cartografiadas.
La tripulación experimentó también el fenómeno de las aguas muertas, donde el progreso hacia adelante del barco se ve impedido por la fricción causada por una capa de agua dulce que queda por encima de la más pesada agua salada. Pese a todo, pasaron el cabo Cheliuskin, el punto más septentrional de la masa continental euroasiática, el 10 de septiembre.

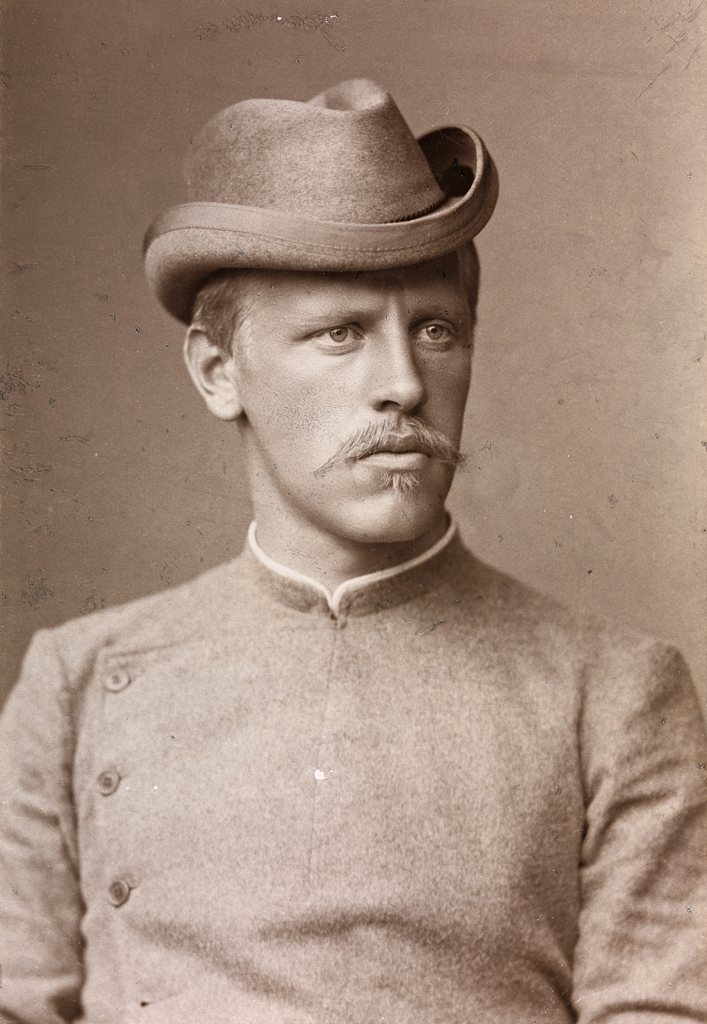
Nansen en 1889, con 28 años

Diez días más tardes vieron un intenso campo de hielo a la deriva, alrededor de la latitud 78° N, mientras el Fram se acercaba a la zona en la que fue aplastado la Jeannette. Nansen siguió la línea de la banquisa hacia el norte hasta una posición documentada como 78°49′N 132°53′E / 78.817, 132.883, antes de ordenar que se parasen los motores y se alzara el timón. En ese punto comenzó la deriva del Fram.
El 24 de septiembre de 1893, en la latitud 78°30' N, el Fram comenzó su primera invernada y la tripulación comenzó a prepararse para afrontar el invierno ártico y a acondicionar el buque. Atrapado en el hielo, el buque se deslizó y se elevó, para volver a caer a su altura inicial cuando su peso rompía el hielo. El 29 de septiembre de 1893, el buque ganó su primer grado de latitud hacia el Polo y la temperatura descendió a -14,5 °C. Las primeras semanas en el hielo eran frustrantes, pues la deriva se movía de manera impredecible; a veces hacia el norte, a veces hacia el sur. Las subidas de posición demostraban una ligera desviación hacia el Norte, pero con sorprendentes zigzags.
Para el 19 de noviembre, la latitud del Fram era más meridional que la del punto en el que entraron en el hielo. En Navidad, la temperatura alcanzó los –40 °C. Los sondeos pusieron de manifiesto que las aguas eran más profundas que lo que se había previsto, por lo que las corrientes marinas tenían menos importancia de la esperada en la deriva del barco. Solo después del cambio de año, en enero de 1894, la dirección fue claramente hacia el norte.
El 2 de febrero de 1894 marcó el retorno del Sol. La marca de 80° N se pasó el 22 de marzo. Nansen calculó que, a este ritmo, podría llevarles cinco años alcanzar el polo. El viaje del barco continuaba, a un ritmo que rara vez superaba un kilómetro y medio por día. Nansen empezó privadamente a considerar un plan nuevo: un viaje con trineo tirado por perros hacia el polo. Con esto en mente, empezó a practicar la guía de perros, haciendo muchos viajes experimentales sobre el hielo.
En noviembre, Nansen anunció su plan: cuando el barco pasara la latitud 83° N, él y Hjalmar Johansen dejarían el barco con los perros y se dirigirían al polo mientras el Fram, bajo el mando de Sverdrup, continuaría su deriva hasta que emergiera del hielo en el Atlántico Norte. Después de alcanzar el polo, Nansen y Johansen irían a la tierra conocida más próxima, la recientemente descubierta y apenas cartografiada Tierra de Francisco José. Entonces cruzarían a las Spitzbergen donde encontrarían un barco que los llevase a casa.
Empezó la segunda invernada, y el 12 de diciembre, el Fram alcanzó 82°30' N, latitud nunca antes conseguida por un buque; solamente 833 km le separaban ya del Polo. La tripulación pasó el resto del invierno de 1894 preparando la ropa y el equipamiento para el futuro viaje en trineo. Se construyeron kayaks, para llevarlos en los trineos hasta que se necesitaran para cruzar las aguas abiertas. Los preparativos se interrumpieron a principios de enero de 1895, cuando enormes temblores sacudieron el barco: un enorme montículo de bloques de hielo se acercó al buque y lo sepultó parcialmente. La tripulación desembarcó, temiendo que el barco fuera aplastado, pero el Fram demostró estar a la altura del peligro.
El 8 de enero de 1895, la posición del barco era 83°34′ N, por encima del récord previo de Greely de 83°24′ N. Después de más de un año en el hielo, se hizo evidente que el Fram no alcanzaría el Polo Norte yendo a la deriva, Nansen, acompañado por Hjalmar Johansen (1867-1913), decidió continuar a pie cuando el Fram alcanzó los 84º4' N.

### Carrera hacia el Polo Norte

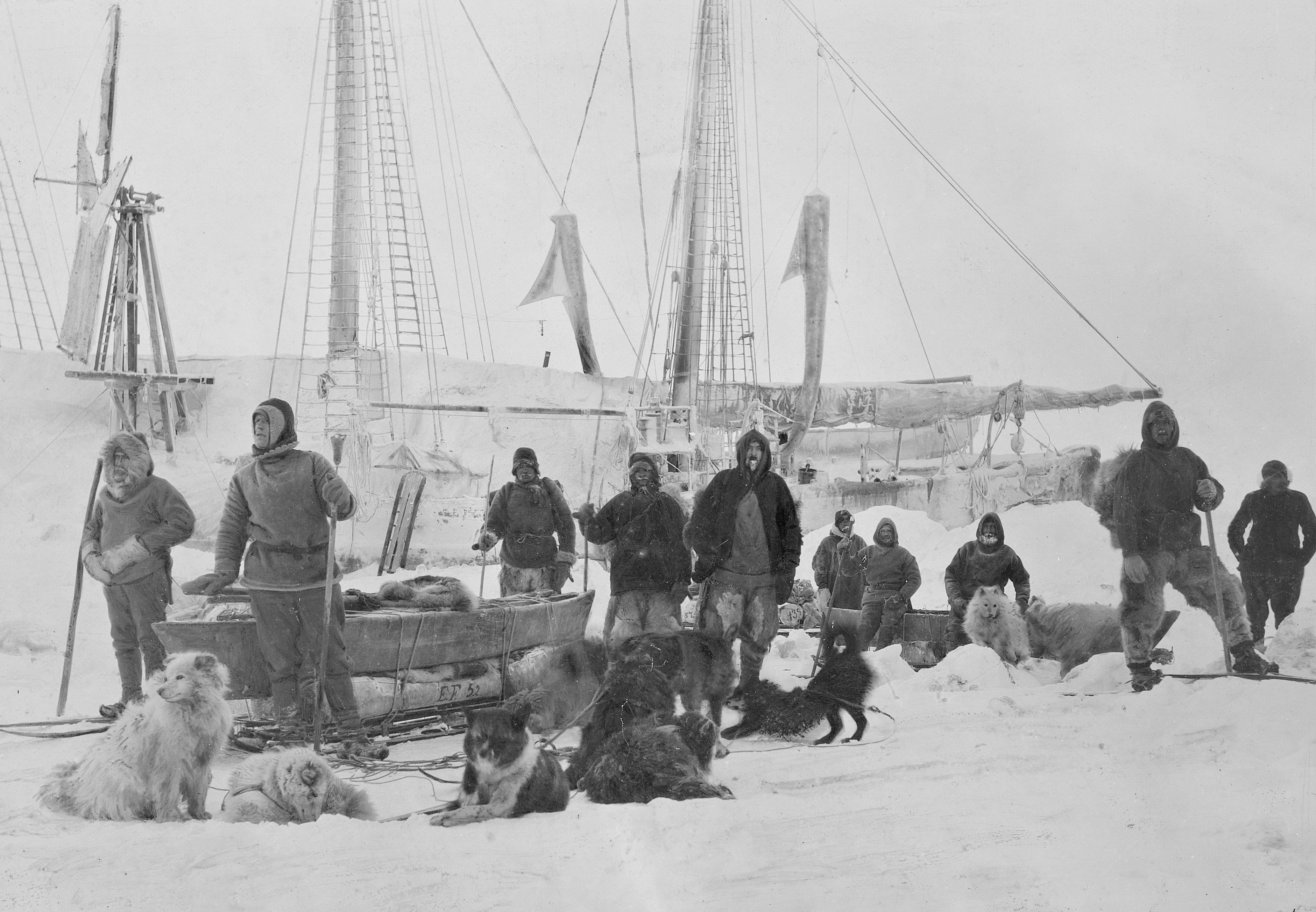
Preparativos para la marcha polar de Nansen y Johansen, 14 de marzo de 1895

Con el barco en una latitud de 84°4′ N y después de dos salidas falsas, Nansen y Johansen empezaron su viaje el 14 de marzo de 1895. A partir de ahí, ellos dos y el Fram siguieron rutas diferentes. El Fram alcanzaría la posición 84°4' N el 15 de marzo, pero se bloqueó dentro de una espesa masa de hielo de ocho metros de alto, con una temperatura de –40 °C. Comenzó así la tercera invernada del Fram y en enero de 1896 la temperatura alcanzó su punto más bajo, –52 °C. A finales de marzo el buque se encontraba en la latitud 83°45' N, donde se divisaban vastas extensiones libres de agua. Despejaron el camino del buque con explosivos. El 12 de julio navegó finalmente en aguas libres antes de tener que atravesar una banquisa de 180 millas. El 19 de julio, el Fram atracó en el puerto de Skjervøy, en Noruega.
Mientras tanto, Nansen y Johansen hicieron su tentativa de alcanzar el polo Norte a pie. Se llevaron dos kayaks y tres trineos tirados por veintiocho perros para llevar todos los pertrechos. La decisión de abandonar el barco fue osada, pues significaba dejar el buque para no regresar, y realizar un viaje de retorno sobre hielo a la deriva hasta la tierra conocida más cercana, a unas quinientas millas al sur del punto donde comenzaron. Nansen calculó que necesitarían 50 días para cruzar los 660 km (356 millas náuticas) hasta el polo, con una media diaria de 17 km (7 millas náuticas). Después de una semana de viaje, una observación con sextante indicó que la media fue de 9 millas diarias, lo que les ponía por delante de las previsiones. Sin embargo, lo abrupto de la superficie hizo más complicado esquiar, y su velocidad se ralentizó. También se dieron cuenta de que estaban marchando contra una corriente hacia el sur, de manera que las distancias que recorrían no coincidían necesariamente con la distancia cubierta hacia el polo.
Después de un avance a veces fácil y a veces muy difícil, el 3 de abril, la posición en 85°59' N fue decepcionante. Nansen empezó a dudar de que pudiera alcanzar el polo. A menos que incrementaran la velocidad, su comida no les duraría hasta llegar al polo y seguir luego hasta la Tierra de Francisco José. Confió a su diario: «Cada vez me convenzo más de que deberemos darnos la vuelta antes de tiempo». Cuatro días más tarde, mientras acampaban, observó que el camino que tenían por delante era «... un auténtico caos de bloques de hielo que se extendían hasta el horizonte». Nansen comprobó que su latitud era 86°13′6″ N —casi tres grados más allá del anterior récord— y decidió darse la vuelta y encaminarse al sur.

### Retirada
El 8 de abril de 1895 alcanzaron los 86º14' N, la latitud más alta hasta entonces conseguida. Los dos hombres entonces decidieron parar el avance hacia el norte (debido a que a pesar de avanzar más de 70 km en el hielo solo se habían movido unos pocos, ya que las placas de hielo se movían a la deriva hacia el sur) y retirarse hacia el cabo Fligely, la zona más al norte de la Tierra de Francisco José. Al principio Nansen y Johansen progresaron muy bien hacia el sur, pero sufrieron una seria decepción el 13 de abril, cuando en su apresuramiento por acampar, se les olvidó dar cuerda a sus cronómetros, lo que les imposibilitó calcular su longitud y navegar con precisión hasta la Tierra de Francisco José. Volvieron a poner en marcha sus relojes basándose en el cálculo que hizo Nansen de que estaban en 86° E. A partir de ahí no estuvieron seguros de su auténtica posición.
No encontraron la tierra que esperaban a 83° N (no existía, llevaban un mapa defectuoso). Observaron las huellas de un zorro ártico a finales de abril. Era el primer rastro de una criatura viva aparte de sus perros desde que habían abandonado el Fram. Más tarde vieron huellas de oso y para finales de mayo vieron evidencia de focas cercanas, gaviotas y ballenas.

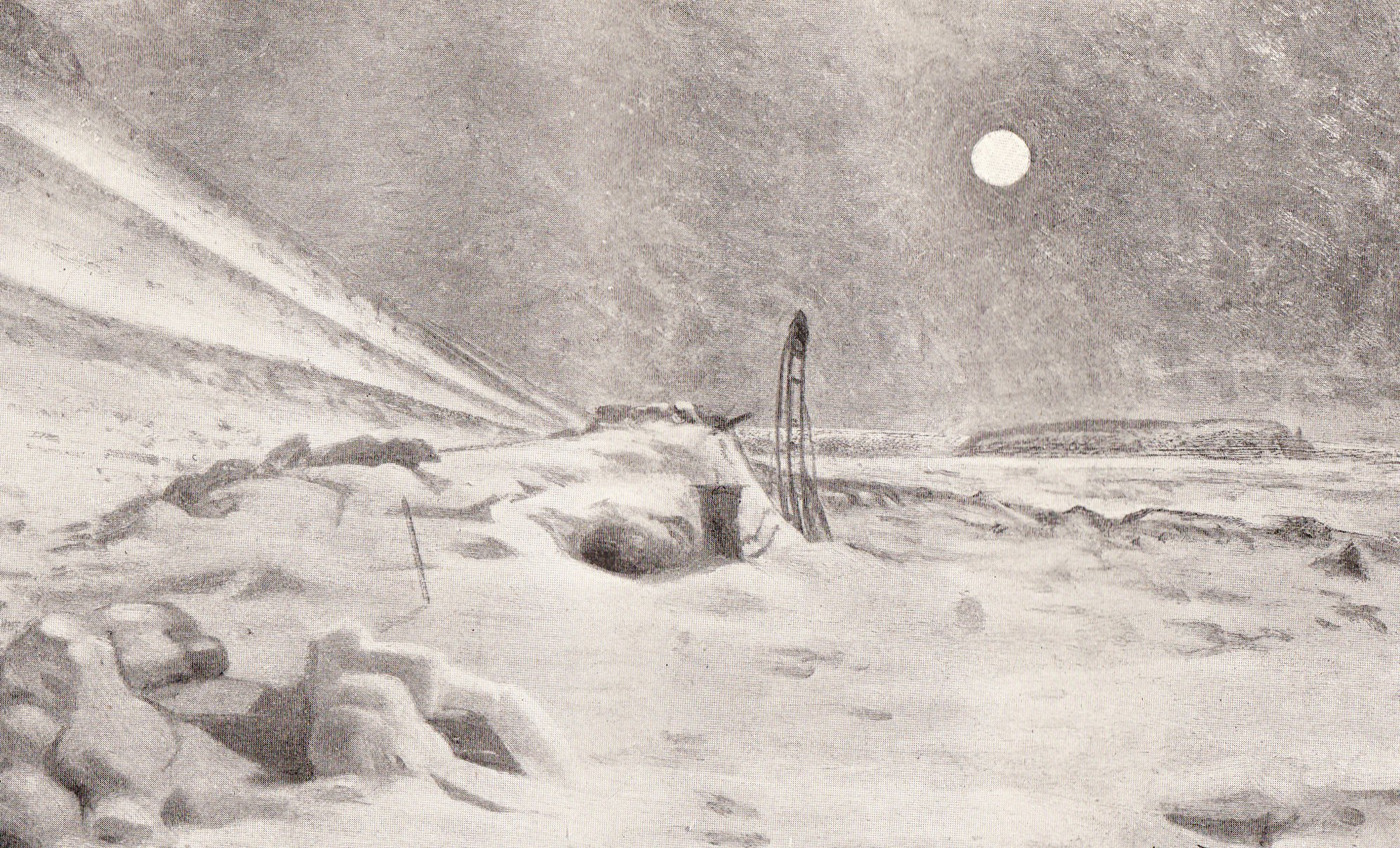
Cabaña de Nansen y Johansen en el invierno de 1895 en la Tierra de Francisco José

A finales de mayo, Nansen y Johansen alcanzaron 82°21' N con 16 perros, reservas insuficientes y un avance difícil sobre aguanieve. El 31 de mayo, Nansen calculó que estaban solo a 50 millas náuticas (93 km) del cabo Fligely, el punto más septentrional de la Tierra de Francisco José. Las condiciones del viaje empeoraron conforme el tiempo más cálido hacía que se rompiera el hielo. El 22 de junio de 1895 consiguen cazar focas, que les proporcionan suficientes víveres y combustible para un mes. Ese día, la pareja decidió descansar en un témpano de hielo mientras reparaban su equipo y reunían fuerzas para la siguiente etapa de su viaje. Permanecieron en el témpano durante un mes.
El día después de abandonar este campamento, Nansen escribió: «Por fin ha ocurrido algo maravilloso, tierra, tierra ¡y después de que habíamos dejado de creer en ella!». Si, aún lejana, esta era la Tierra de Francisco José o un nuevo descubrimiento, es algo que aún no sabían, pues se guiaban por un mapa aproximado. El 24 de julio encontraron una serie de islas. Por primera vez, después de dos años, divisaban tierra. El 2 de agosto la banquisa se vuelve impracticable, y los exploradores utilizan los kayaks.
El borde de la banquisa lo alcanzaron el 6 de agosto y entonces mataron a sus últimos dos perros. El resto los fueron matando regularmente para alimentar a los otros desde el 24 de abril. Los otros los habían matado cortándoles el cuello por ahorrar munición; para estos usaron dos balas, matando cada uno al perro del otro. Unieron los dos kayaks, le pusieron una vela a su catamarán, y alcanzaron la tierra.
Pronto les quedó claro que esta tierra era parte de un archipiélago. Conforme avanzaban hacia el sur, Nansen provisionalmente identificó el cabo como cabo Felder en el borde occidental de la Tierra de Francisco José. Hacia finales de agosto, conforme el tiempo se volvió más frío y el viaje cada vez más difícil, Nansen decidió acampar para el invierno. Allí construyeron una cabaña con musgo, piedras y nieve, y pasaron el invierno, sobreviviendo a base de grasa de morsa y de carne de osos polares atraídos por los restos de las morsas. Con suministros preparados de carne de oso, morsa y foca, su principal enemigo no fue el hambre, sino la inactividad. Después de celebrar silenciosamente la Navidad y el Año Nuevo, conforme el tiempo fue mejorando, empezaron a prepararse para abandonar su refugio, pero no estuvieron preparados hasta el 19 de mayo de 1896 para reanudar su viaje.

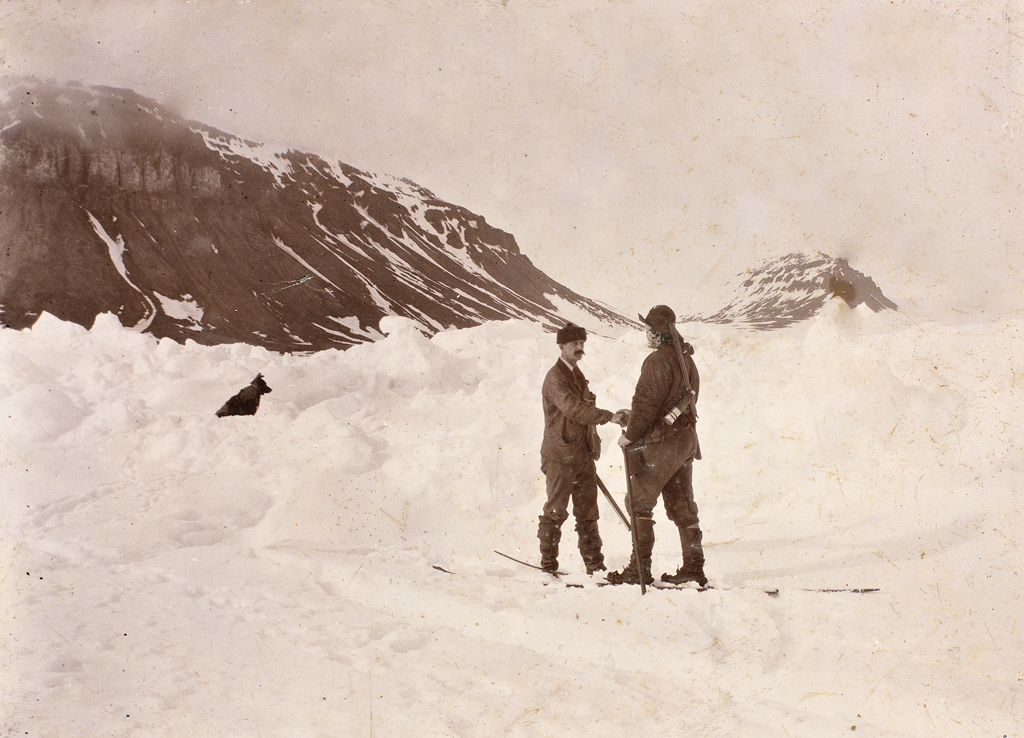
El encuentro entre Nansen y Jackson en el cabo Flora de la isla Northbrook, 17 de junio de 1896

Después de un duro invierno, el 28 de mayo de 1896 vuelven a partir sobre la banquisa hacia Spitsbergen al sur y alcanzan el cabo Richthofen.

### Rescate y regreso
El 17 de junio, durante una parada para hacer reparaciones porque los kayaks habían sido atacados por una morsa, Nansen creyó oír el ladrido de un perro, así como voces humanas. Fue a investigar, y unos minutos más tarde vio la figura de un hombre acercándosele. Era el explorador británico Frederick Jackson, que estaba liderando una expedición a la Tierra de Francisco José y estaba acampado en el cabo Flora en la cercana isla Northbrook. Nansen había descartado a Jackson para su expedición tres años antes, ya que solo quiso a noruegos en la expedición del Fram; por ese motivo, Jackson decidió realizar su propia expedición. Los dos quedaron igualmente sorprendidos por el encuentro; después de ciertos titubeos, Jackson le dijo: «Es usted Nansen, ¿no?», y recibió como respuesta «Sí, soy Nansen».
Recogieron a Johansen y la pareja fue llevada al cabo Flora. Jackson les informó de que estaban de hecho en la Tierra de Francisco José. La expedición de Jackson se perdió debido a que utilizaron el mismo mapa que Nansen. Durante las semanas siguientes, se recuperaron de su calvario. Nansen más tarde escribió que podía «aún difícilmente comprender» su repentino cambio de suerte; de no haber sido por el ataque de la morsa que les hizo retrasarse, puede que ninguno de los dos grupos fuera consciente de la existencia del otro.
El 7 de agosto, Nansen y Johansen se subieron al Windward, el buque de avituallamiento de la expedición, y marcharon hacia Vardø, en Noruega, a donde llegaron el día 13. Les recibió Henrik Mohn, quien formuló la hipótesis de la deriva polar, quien estaba en la ciudad por casualidad. Pronto se informó al mundo, mediante telegrama, del regreso de Nansen, sano y salvo, aunque entonces aún no había noticias del Fram.
Tomando el barco correo semanal, Nansen y Johansen alcanzaron Hammerfest el 18 de agosto, donde conocieron que el Fram había sido avistado. Había surgido del hielo al noroeste de Spitsbergen, como Nansen había predicho, y estaba de regreso a Tromsø. No había pasado por el polo, ni superado la marca septentrional de Nansen. Sin demora, Nansen y Johansen se embarcaron en dirección a Tromsø, donde se reunieron con sus camaradas el 27 de agosto de 1896. El viaje de vuelta a casa a Cristianía fue una serie de recepciones triunfales en cada puerto. Hacen con él una entrada triunfal el 9 de septiembre en el puerto de Christiania. El Fram fue escoltado entrando en la bahía de cristianía y bienvenido por las mayores multitudes que se hubieran visto nunca en la ciudad. La tripulación fue recibida por el rey Óscar y Nansen, reunido con su familia, permaneció en palacio varios días como sus invitados especiales. Llegaron tributos de todo el mundo; fue destacable el procedente del montañero británico Edward Whymper, quien escribió que Nansen había logrado «un avance casi tan grande como el logrado por todo el resto de viajes del siglo XIX juntos».

### El balance de la expedición delFram

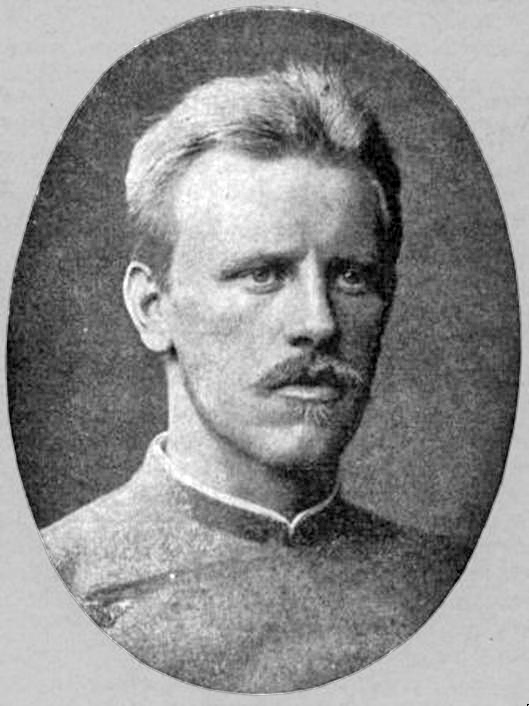
Fridtjof Nansen en 1897

La expedición, pese a no alcanzar el Polo, fue un verdadero éxito en los aspectos deportivo, humano y científico:
- tres invernadas en el Ártico por trece miembros de la tripulación sin enfermedad ni desfallecimiento moral;
- la marcha de dos exploradores hasta el punto más septentrional jamás alcanzado;
- el retorno sano y salvo de toda la tripulación y del buque en perfecto estado;
- el descubrimiento de que el océano que rodea al Polo es muy profundo;
- el descubrimiento del itinerario seguido por las banquisas y la desviación después por el estrecho de Bering hasta el Atlántico;
- el descubrimiento de que la deriva se debe esencialmente a los vientos y en una débil medida solamente a las corrientes;
- el descubrimiento, gracias a las observaciones hidrográficas, de la existencia, bajo una capa superficial fría, de más capas de agua relativamente calientes (hasta +1 °C) y muy salinas; fue el primero, pues, en anotar y describir el fenómeno del «agua muerta»;[92]
- el estudio de la formación de los hielos;
- observación de que el desplazamiento de los icebergs, que compartió con el oceanógrafo sueco Vagn Walfrid Ekman, a quien se debe la formulación de la espiral de Ekman, por acción del efecto Coriolis;
- la constatación de la existencia de una fauna de aves importante, como gaviotas, petreles, págalos y escribanos.

## Figura nacional

### Científico y maestro de la exploración polar
La primera tarea de Nansen a su regreso fue escribir un relato de su viaje. Lo hizo de manera muy rápida, produciendo un texto de 300 000 palabras en noruego para el mes de noviembre de 1896; la traducción al inglés, titulada Farthest North, ya estaba preparada en enero de 1897. El libro fue un éxito inmediato, y aseguró el futuro económico de Nansen a largo plazo. Nansen incluyó, sin comentarlo, la crítica adversa de su conducta, la de Greely, quien había escrito en Harper's Weekly sobre la decisión de Nansen de abandonar el Fram y dirigirse al polo: «Es imposible comprender cómo Nansen puede haberse desviado de tal manera del más sagrado deber del comandante de una expedición naval».
En los veinte años siguientes a su vuelta del Ártico, Nansen dedicó la mayor parte de sus energías al trabajo científico. En 1897 aceptó un trabajo de profesor en zoología en la Real Universidad Federiciana, lo que le dio una base a partir de la cual podría enfrentarse a la gran tarea de editar los informes de los resultados científicos de la expedición del Fram. Esta era una tarea mucho más ardua que escribir la narración de la expedición. Los resultados finalmente se publicaron en seis volúmenes, y según un científico polar posterior, Robert Rudmose-Brown, «fueron para la oceanografía ártica lo que los resultados de la expedición del Challenger habían sido a la oceanografía de otros océanos».
En 1900, Nansen se convirtió en director del Laboratorio Internacional para la Investigación del Mar Septentrional, con sede en Cristianía, y ayudó a fundar el Consejo Internacional para la Exploración del Mar. A través de sus conexiones con esta segunda entidad, en el verano de 1900 Nansen se embarcó en su primera visita a aguas árticas desde la expedición del Fram, un crucero a Islandia y la isla Jan Mayen en el barco de investigación oceanográfica Michael Sars, que recibió este nombre por el padre de Eva. Poco después de su regreso, supo que su récord del punto más septentrional alcanzado había sido superado, por miembros de la expedición italiana del duque de los Abruzos. Habían alcanzado una latitud de 86°34′N el 24 de abril de 1900, en un intento de alcanzar el polo Norte desde la Tierra de Francisco José. Nansen recibió la noticia con tranquilidad: «¿Cuál es el valor de un objetivo por sí mismo? Todos desaparecen ... es solo una cuestión de tiempo».

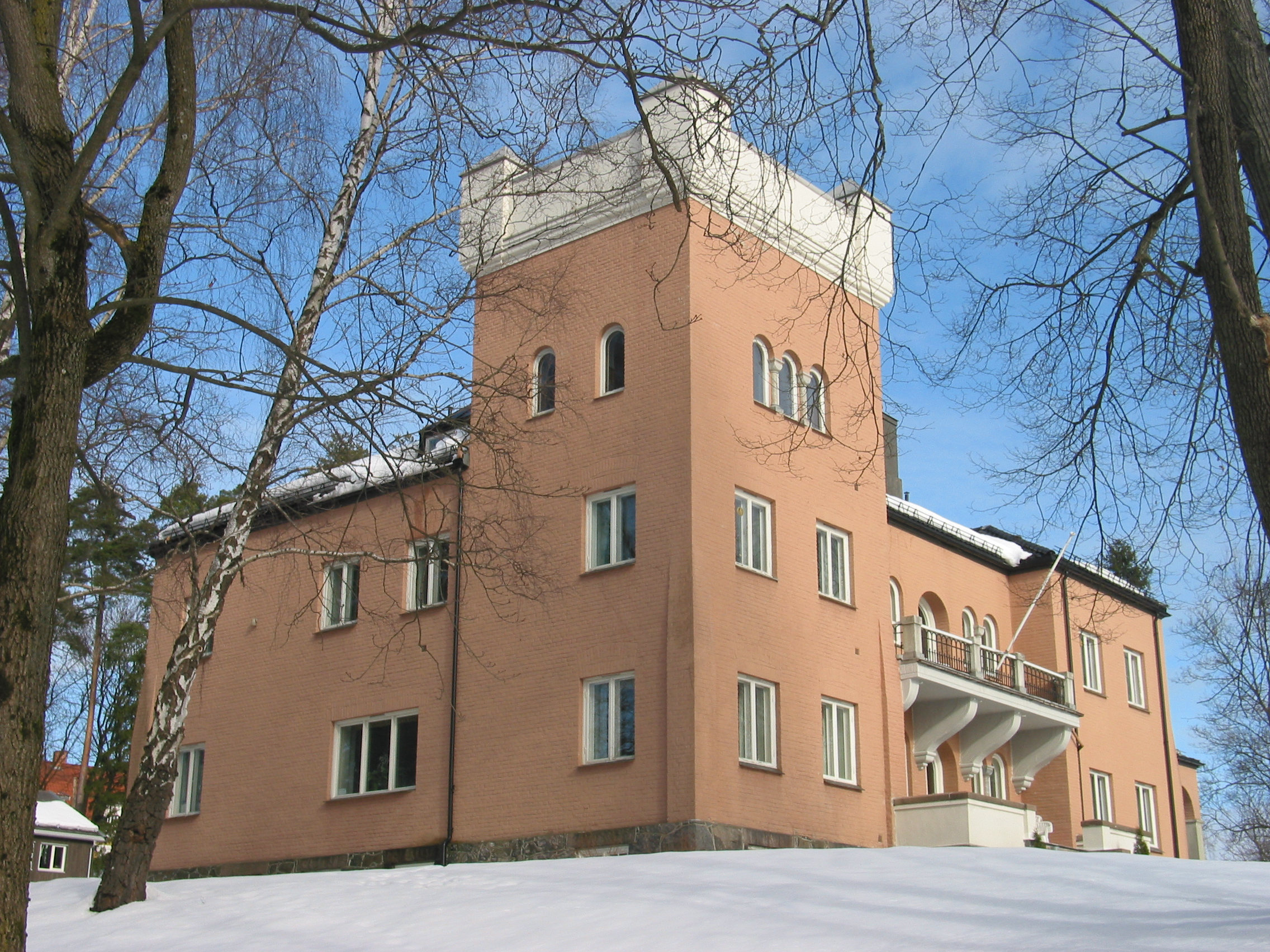
Instituto Fridtjof Nansen en Polhøgda

Nansen era entonces considerado como un oráculo para todos los que querían explorar las regiones polares, del norte o del sur. El duque de los Abruzos había consultado con él, lo mismo que el belga Adrien de Gerlache, cada uno de los cuales emprendió expediciones a la Antártida. Aunque Nansen se negó a reunirse con su propio compatriota y explorador Carsten Borchgrevink (a quien consideraba un fraude), aconsejó a Robert Falcon Scott sobre equipamiento y transporte polar, antes de la expedición del Discovery de 1901-04. En cierto momento, el propio Nansen consideró seriamente la posibilidad de liderar una expedición al polo Sur él mismo, y le pidió a Colin Archer que diseñara dos barcos. Sin embargo, estos planes no pasaron de proyectos.
Para el año 1901, la familia de Nansen se había ampliado considerablemente. Una hija, Liv, había nacido justo antes de que partiera el Fram; un hijo, Kåre nació en 1897 seguido por una hija, Irmelin, en 1900 y un segundo hijo Odd en 1901. La casa familiar, que Nansen había construido en 1891 gracias a los beneficios del libro sobre la expedición a Groenlandia, les había quedado pequeña. Nansen adquirió un terreno en el distrito de Lysaker y construyó, en gran medida según diseño propio, una casa grande e imponente que combinaba alguna de las características de una casa solariega inglesa con rasgos del renacimiento italiano.
La casa estaba ya dispuesta para ser habitada en el mes de abril de 1902; Nansen la llamó Polhøgda («alturas polares»), y siguió siendo su casa durante el resto de su vida. Un quinto y último hijo, Asmund, nació en Polhøgda en 1903.

### Político y diplomático

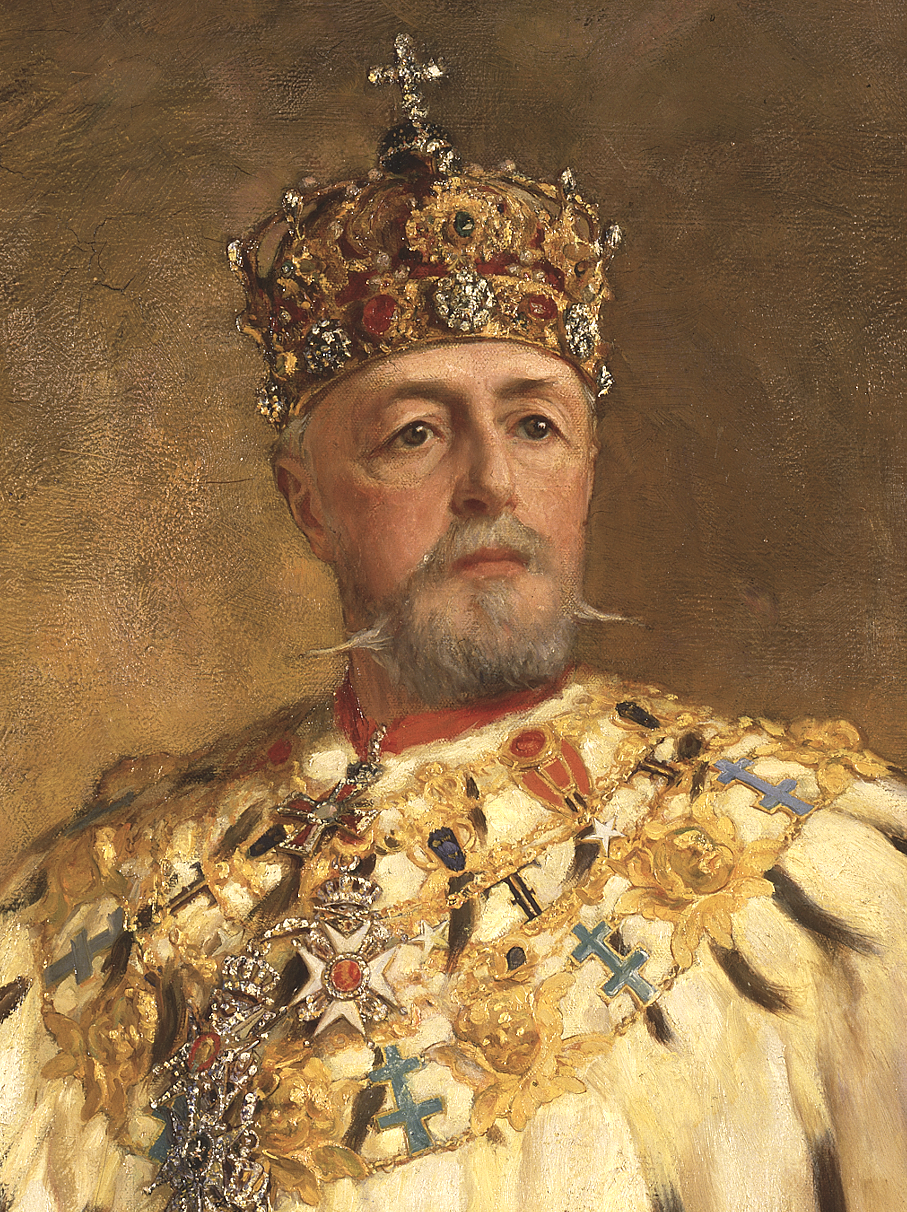
El rey Óscar II, último rey de la unión de Suecia y Noruega. Siguió siendo el rey de Suecia después de la independencia de Noruega en 1905

La unión entre Noruega y Suecia, impuesta por las grandes potencias en 1814, había estado bajo considerable presión en la década de los años 1890, siendo el principal punto de conflicto los derechos de Noruega a tener su propio servicio consular. Nansen, aunque no estaba inclinado a ser político, había hablado sobre el tema en varias ocasiones defendiendo los intereses de los noruegos. Participó también en la lucha por la independencia de Noruega. Antes de la disolución de la unión entre Noruega y Suecia el 7 de junio de 1905, Nansen había sido un devoto republicano, junto con otros destacados noruegos como los autores Bjørnstjerne Bjørnson y Arne Garborg. No obstante, después de oír convincentes argumentos por parte de Sigurd Ibsen y otros, Nansen cambió su posición (como hicieron Bjørnson y Garborg). Parecía que, a principios del siglo XX, era posible el acuerdo entre los dos países, pero las esperanzas quedaron frustradas cuando las negociaciones se rompieron en febrero de 1905. El gobierno noruego cayó, y fue reemplazado por uno liderado por Christian Michelsen, que llevaba en su programa la separación de Suecia.
En febrero y marzo, Nansen publicó una serie de artículos periodísticos que lo colocaron firmemente en el campo de los separatistas. El nuevo primer ministro quería a Nansen en su gabinete, pero Nansen no tenía ambiciones políticas. Sin embargo, a petición de Michelsen, marchó a Berlín y luego a Londres donde, en una carta a The Times, defendió la pretensión noruega de tener un servicio consular propio ante el mundo de habla inglesa. El 17 de mayo de 1905, día de la constitución de Noruega, Nansen se dirigió a una gran muchedumbre en Cristianía, diciendo: «Ahora se han cerrado todas las líneas de retirada. Ahora solo queda un camino, el camino hacia delante, quizá a través de dificultades y adversidades, pero adelante para nuestro país, hacia una Noruega libre». También escribió un libro, Noruega y la Unión con Suecia, para promover la postura de los noruegos en el extranjero.
El 23 de mayo el Storting aprobó la Ley del Consulado estableciendo un servicio consular separado. El rey Óscar no lo aprobó; el 27 de mayo el gabinete noruego dimitió, pero el rey no reconocería este paso. El 7 de junio el Storting unilateralmente anunció que la unión con Suecia quedaba disuelta. En una tensa situación, el gobierno sueco estuvo conforme con la petición noruega de que la disolución debía someterse a referéndum entre los noruegos. Este se celebró el 13 de agosto de 1905 y dio como resultado un abrumador voto en favor de la independencia, momento en el cual el rey Óscar renunció a la corona de Noruega, conservando al mismo tiempo el trono sueco.
El gobierno de Michelsen había considerado qué príncipe podría ser adecuado para el trono noruego, en caso de optarse por una monarquía para el nuevo estado. Así que la opción era el príncipe Carlos de Dinamarca. En julio de 1905 Michelsen envió a Nansen a Copenhague en una misión secreta para convencer a Carlos para que aceptara el trono noruego. Nansen tuvo éxito; el príncipe danés, no obstante, lo condicionó a que se celebrara un referéndum sobre la monarquía y que el rey Óscar no quisiera la corona para ninguno de sus hijos. El 26 de octubre de 1905 el Parlamento sueco aceptó la independencia de Noruega. El rey Óscar renunció al trono de Noruega y rechazó que pasara a ninguno de sus hijos, de la dinastía Bernadotte. El segundo referéndum, el de la monarquía, se celebró en noviembre. Nansen hizo campaña por la monarquía, seguro de que era lo correcto para Noruega, aunque el punto de vista general era que Nansen sería elegido presidente si los noruegos elegían un estado republicano. El referéndum puso de manifiesto la fuerte preferencia de los noruegos por la monarquía. Poco después, Carlos fue proclamado rey, asumiendo el nombre de Haakon VII. Él y su esposa, la princesa británica Maud (Matilde), fueron coronados en la catedral de Nidaros en Trondheim el 22 de junio de 1906.
Después de la independencia de Noruega, en abril de 1906, Nansen fue nombrado primer ministro plenipotenciario en Londres. Su principal labor en este cargo fue trabajar con representantes de las principales potencias europeas en el Tratado de Integridad que garantizara la posición noruega. Nansen era popular en Inglaterra, y llegó a ser amigo íntimo del rey Eduardo VII, aunque no le agradaban las funciones cortesanas y los deberes diplomáticos; «frívolos y aburridos» fue su descripción. No obstante, fue capaz de seguir con sus intereses geográficos y científicos a través de contactos con la Royal Geographical Society y otras instituciones. El Tratado se firmó el 2 de noviembre de 1907, y Nansen consideró que su tarea había finalizado. Se resistió a las peticiones que le hicieron, incluso del rey Eduardo, para quedarse en Londres, así que el 15 de noviembre Nansen dimitió de su puesto. Unas pocas semanas después, estando aún en Inglaterra como invitado del rey en Sandringham, Nansen recibió aviso de que su esposa Eva estaba muy enferma de neumonía. El 8 de diciembre emprendió el camino de vuelta a casa, pero antes de llegar a Polhøgda supo, por telegrama, que Eva había muerto.

### Oceanógrafo y viajero

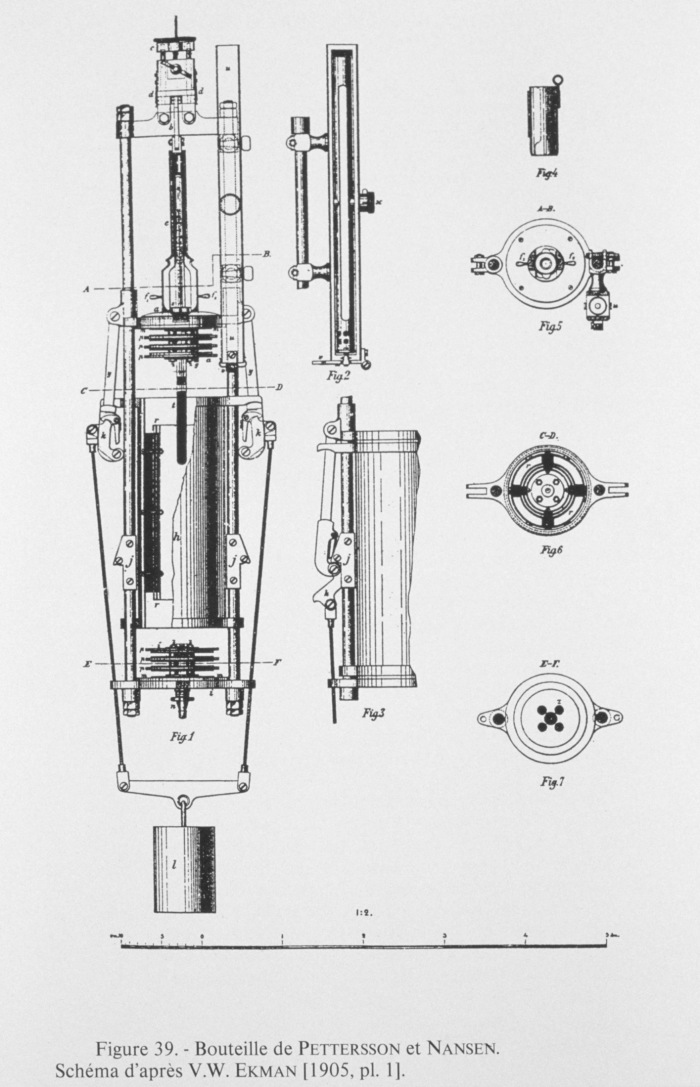
La botella de Nansen se usó para comprobar la temperatura del agua marina a profundidades específicas

Después de un período de luto, Nansen regresó a Londres. Su gobierno lo convenció para dejar sin efecto su dimisión hasta después de la visita oficial del rey Eduardo VII a Noruega en abril de 1908. Se puso fecha al final de su servicio diplomático en el 1 de mayo de 1908, el mismo día en el que su profesorado en la universidad se cambió de zoología a oceanografía. Esta nueva denominación reflejaba el carácter general de los más recientes intereses científicos de Nansen.
En 1905, había proporcionado al físico sueco Vagn Walfrid Ekman sus datos que establecieron el principio en oceanografía conocido como la espiral de Ekman. Basándose en las observaciones de Nansen de las corrientes oceánicas documentadas durante la expedición del Fram, Ekman concluyó que el efecto del viento sobre la superficie del mar producía corrientes que «formaban algo parecido a una escalera de caracol, hacia abajo, hacia las profundidades».
En 1909 Nansen y Bjørn Helland-Hansen publicaron un artículo científico, El mar de Noruega: su oceanografía física, basado en el viaje del Michael Sars del año 1900. Nansen para entonces se había retirado de las exploraciones polares, siendo significativo que dio su beneplácito para que Roald Amundsen utilizase el Fram (propiedad del estado) para una expedición al polo Norte. Cuando Amundsen hizo su controvertido cambio de planes y emprendió el viaje hacia el polo Sur, Nansen lo defendió.

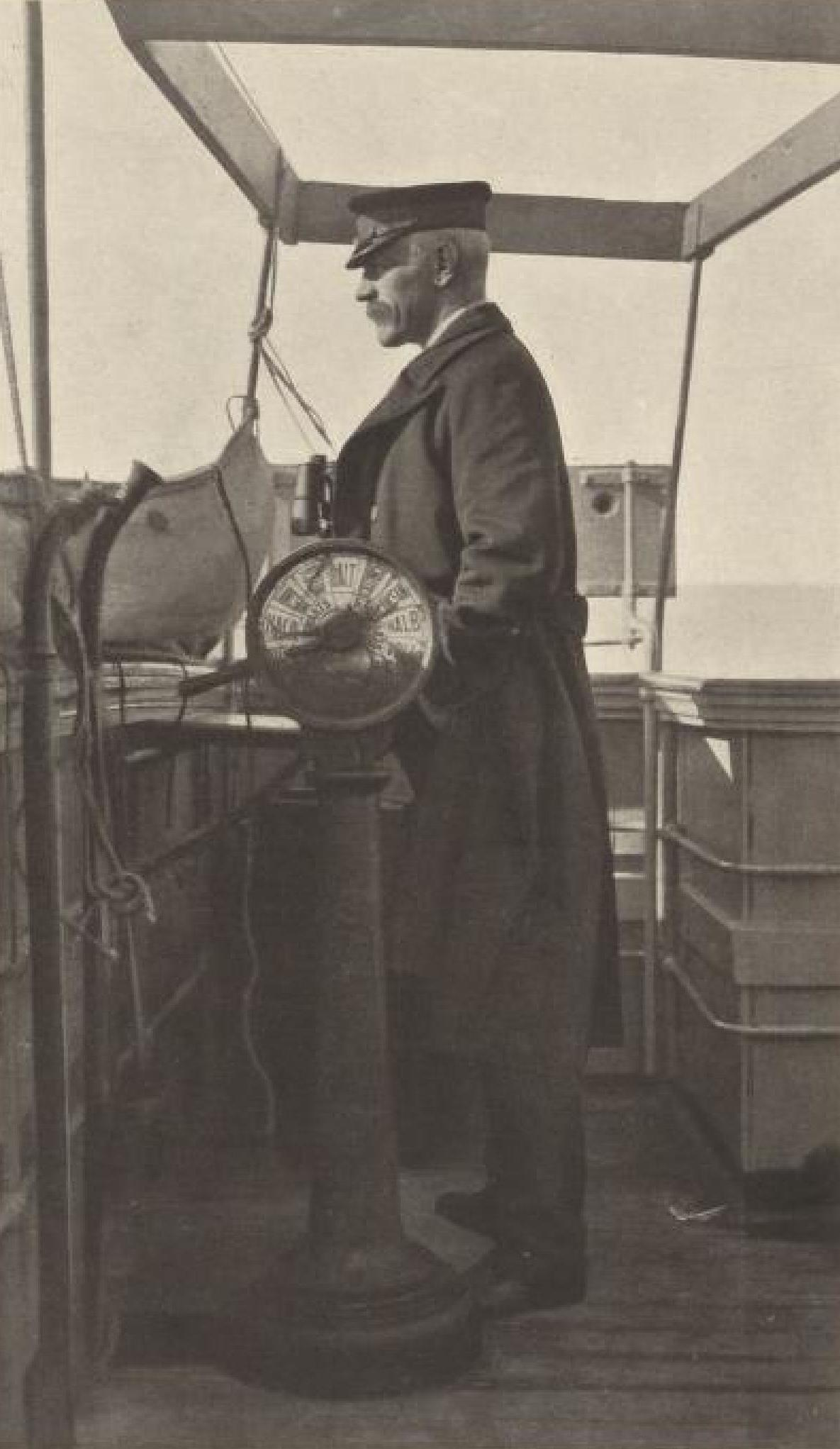
Fotografía de Nansen en el libro A través de Siberia, 1914

De 1910 a 1914, se lanza a diferentes exploraciones al océano Atlántico Norte, al océano Glacial Ártico y a Siberia. En 1910, a bordo del buque noruego Fridtjof, llevó a cabo investigaciones en el Atlántico norte, y en 1912 cogió su propio yate, Veslemøy, y fue a Isla del Oso y Spitsbergen. El principal objetivo del crucero Veslemøy fue la investigación de la salinidad en la cuenca polar septentrional. Una de las contribuciones más perdurables de Nansen a la oceanografía fue su trabajo diseñando instrumentos y equipamiento; la «botella de Nansen» para tomar muestras de aguas profundas siguió usándose hasta entrado el siglo XXI, en una versión actualizada por Shale Niskin.
A petición de la Royal Geographical Society, Nansen empezó a trabajar en un estudio de los descubrimientos del Ártico, que desarrolló en una historia de dos volúmenes de la exploración de las regiones polares hasta comienzos del siglo XVI. Se publicó en 1911 como Nord i Tåkeheimen («En las nieblas del norte»). Ese año reanudó su relación con Kathleen Scott, esposa de Robert Falcon Scott cuya Expedición Terra Nova había zarpado hacia la Antártida en 1910.
El biógrafo Roland Huntford ha afirmado, sin evidencias concluyentes, que Nansen y Kathleen Scott tuvieron un breve affair. Louisa Young, en su biografía de Lady Scott, rechaza esto. Muchas mujeres se sintieron atraídas por Nansen, y tenía reputación de play boy. Su vida personal era complicada por esa época; en enero de 1913 recibió noticias del suicidio de Hjalmar Johansen, quien había caído en desgracia en la expedición de Amundsen al polo Sur. En marzo de 1913, el hijo menor de Nansen, Asmund, murió después de una larga enfermedad.
En el verano de 1913, Nansen viajó al mar de Kara, invitado por Jonas Lied, como parte de una delegación que investigaba una posible ruta comercial entre Europa Occidental y el interior siberiano. La partida tomó un vapor que remontó el río Yenisei hasta Krasnoyarsk, y viajó en el ferrocarril Transiberiano hasta Vladivostok antes de volver a casa. Nansen publicó un reportaje del viaje en A través de Siberia. La vida y la cultura de los pueblos rusos suscitaron el interés y la simpatía de Nansen, que le acompañarían en momentos posteriores de su vida. Justo antes de la Primera Guerra Mundial, Nansen se unió a Helland-Hansen en un crucero oceanográfico en aguas del Atlántico oriental.

### Hombre de estado y trabajo humanitario

#### Sociedad de las Naciones
Cuando estalló la guerra en 1914, Noruega declaró su neutralidad, junto con Suecia y Dinamarca. Nansen fue nombrado presidente de la Unión de Defensa Noruega, pero tenía pocos deberes oficiales, y continuó con su trabajo profesional hasta donde lo permitieron las circunstancias. Conforme la guerra progresaba, la pérdida del comercio de ultramar noruego llevó a una seria carencia de comida en el país, que se volvió crítica en abril de 1917 cuando los Estados Unidos entraron en la guerra e impusieron mayores restricciones al comercio internacional. Nansen fue nombrado jefe de una delegación noruega en Washington con el fin de negociar un acuerdo para permitir que suministros de comida esenciales cruzaran su bloqueo. Después de meses de discusiones, aseguró comida y otros suministros a cambio de la introducción de un sistema de racionamiento. Cuando su gobierno dudó sobre el contenido del tratado, él lo firmó por iniciativa propia, como ministro plenipotenciario.
A los pocos meses de acabar la guerra en noviembre de 1918, la Conferencia de paz de París aceptó un borrador para crear una Sociedad de las Naciones, como medio de resolver las disputas entre naciones por medios pacíficos. La fundación de la Liga en este tiempo fue providencial en lo que a Nansen concernía, pues le dio una vía de escape a su infatigable energía. Fue nombrado presidente de la Sociedad de la Liga de Naciones Noruega y, aunque las naciones escandinavas con su tradición de neutralidad inicialmente se mantuvieron aparte, su defensa ayudó a asegurar que Noruega se convirtiera en miembro de pleno derecho de la Liga en 1920, y se convirtió en uno de sus tres delegados ante la Asamblea General de la Liga.
Nansen se involucró en la Sociedad de Naciones como Alto Comisionado para varias iniciativas, incluida la organización del intercambio de prisioneros de guerra y ayuda a los refugiados rusos en abril de 1920, devolviendo a su país a todos los prisioneros. En abril de 1920, a petición de la Liga, Nansen empezó a organizar la repatriación de alrededor de medio millón de prisioneros de guerra, dispersos en diversas partes del mundo. De estos, 300 000 estaban en Rusia que, inmersa en la revolución y la guerra civil, tenía escaso interés en su destino. Nansen fue capaz de informar a la Asamblea en noviembre de 1920, que alrededor de 200 000 hombres habían regresado a sus hogares. «Nunca en mi vida», dijo, «he entrado en contacto con semejante cantidad de sufrimiento». Nansen siguió con este trabajo durante otros dos años hasta que, en su informe final a la Asamblea en 1922, fue capaz de afirmar que 427 886 prisioneros habían sido repatriados a unos 30 países diferentes. Al homenajear su obra, el comité responsable señaló que la historia de sus esfuerzos «contendría relatos de propósitos heroicos a la altura del cruce de Groenlandia y el gran viaje Ártico».

#### Hambruna en la Unión Soviética

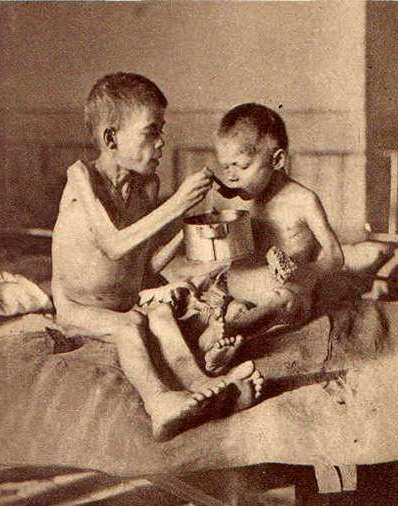
Postales con las que Nansen pretendía concienciar sobre la hambruna

Incluso antes de que acabara su labor con los prisioneros de guerra, Nansen se vio involucrado en otro esfuerzo humanitario. El 1 de septiembre de 1921, motivado por el delegado británico Philip Noel-Baker, aceptó el puesto de Alto Comisionado de la Sociedad de Naciones para los Refugiados. Su principal propósito era el reasentamiento de alrededor de dos millones de refugiados rusos desplazados por las turbulencias de la Revolución Rusa.
Al mismo tiempo, la Cruz Roja le pidió en 1921 que organizara un programa de ayuda para los millones de rusos que morían en la hambruna rusa de 1921. Con la pérdida generalizada de las cosechas, alrededor de 30 millones de personas estaban amenazadas de inanición y muerte. A pesar de la defensa de Nansen de estas personas hambrientas, el gobierno revolucionario ruso era temido y en Occidente se desconfiaba de él, de manera que la Sociedad no estaba dispuesta a acudir a la ayuda de sus pueblos. Occidente sospechaba que el hambre rusa había sido originada por la mala gestión gubernamental de la economía y era difícil recaudar fondos. Aun así, Nansen encontró ayuda alimentaria suficiente para las regiones del Volga y del sur de Ucrania, en la URSS, afectando a una cifra indeterminada de personas, entre 7 y 22 millones. Tuvo que confiar en gran medida en la recaudación de fondos de organizaciones privadas, y sus esfuerzos tuvieron un éxito limitado. Más tarde se expresó sobre este tema con amargura:

«Había en varios países al otro lado del Atlántico tal abundancia de maíz, que los granjeros tuvieron que quemarlo como combustible en los motores de sus ferrocarriles. Al mismo tiempo, los barcos en Europa estaban parados, pues no había comercio. Simultáneamente había miles, no, millones de desempleados. Todo esto, mientras a treinta millones de personas en la región del Volga, no tan lejana y que se podía alcanzar fácilmente con nuestros barcos, se les dejó morir de hambre. Los políticos del mundo en conjunto, salvo en los Estados Unidos, estaban intentando encontrar una excusa para no hacer nada con el pretexto de que era culpa de los propios rusos – un resultado del sistema bolchevique».

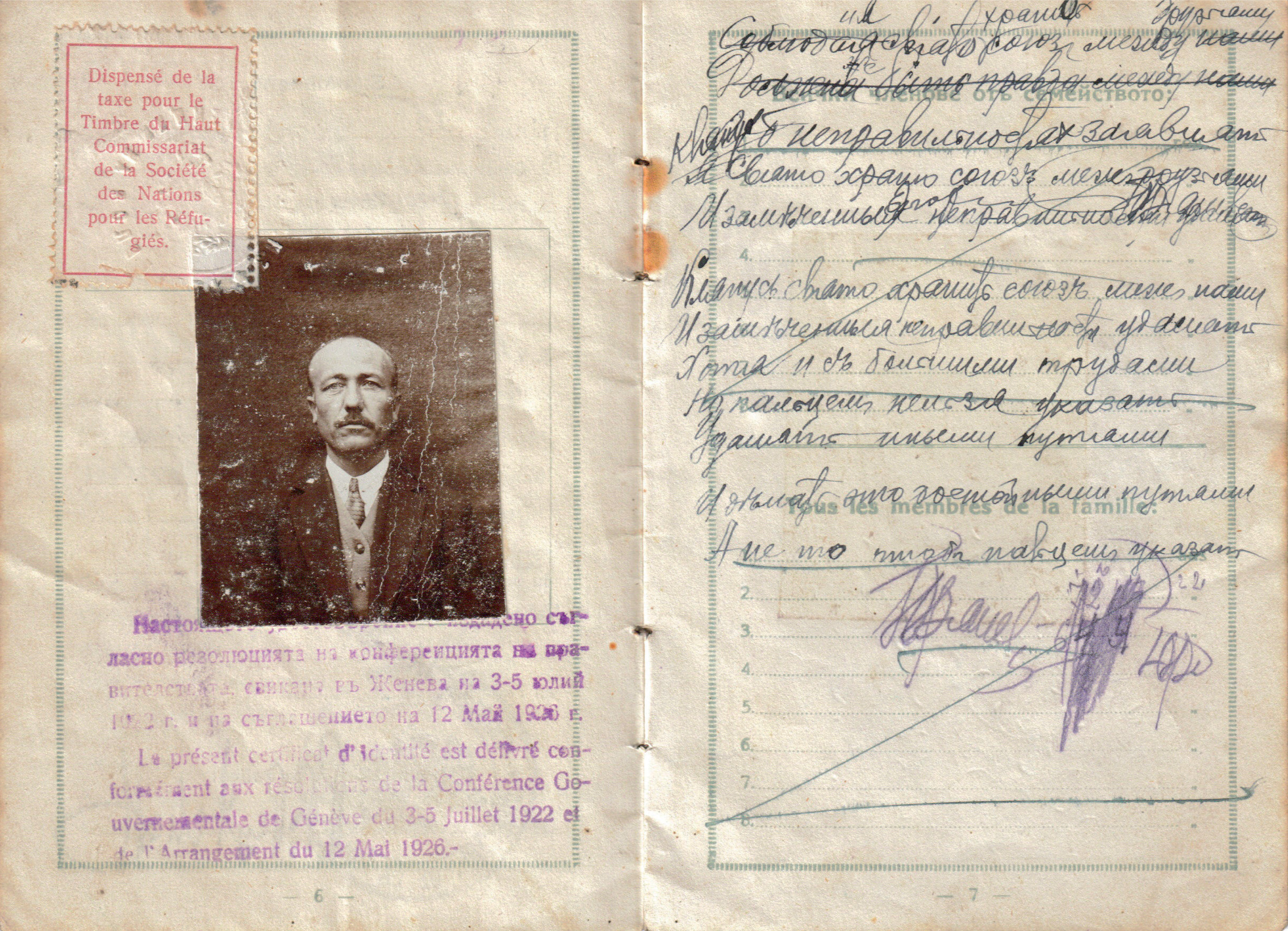
El pasaporte Nansen permitía a las personas apátridas cruzar fronteras legalmente

Un gran problema que entorpecía la labor de Nansen en favor de los refugiados era que la mayor parte de ellos carecían de prueba documental de identidad o nacionalidad. Sin un estatus legal en su país de refugio, su carencia de papeles significaba que no podían ir a ningún otro sitio. Para superar esto, Nansen diseñó un documento que pasó a ser conocido como el «pasaporte Nansen», una forma de identidad para personas apátridas que con el tiempo fue reconocido por más de 50 gobiernos, y que permitió a los refugiados cruzar fronteras legalmente. Aunque el pasaporte fue creado inicialmente para los refugiados rusos, se extendió para cubrir otros grupos.
Mientras atendía la Conferencia de Lausana en noviembre de 1922, Nansen conoció que le habían otorgado el Premio Nobel de la Paz para el año 1922. Se alababa «su trabajo para la repatriación de los prisioneros de guerra, su trabajo en favor de los refugiados rusos, su trabajo para llevar socorro a millones de rusos afectados por la hambruna, y finalmente, su trabajo actual en favor de los refugiados en Asia menor y Tracia». Recibió el Nobel el 10 de diciembre de 1922. Nansen donó el dinero del premio a los esfuerzos humanitarios internacionales.

#### Reasentamiento turco-griego
Después de la guerra greco-turca de 1919-1922, Nansen viajó a Constantinopla para negociar el reasentamiento de cientos de miles de refugiados, principalmente griegos étnicos que habían huido (o sido expulsados) de Turquía después de la derrota del ejército griego. El empobrecido estado griego fue incapaz de hacerse cargo de ellos, de manera que Nansen diseñó un plan para un intercambio de población donde medio millón de turcos en Grecia fueron remitidos a Turquía, con una compensación financiera total, mientras que otros préstamos facilitaron la absorción de los refugiados griegos en el estado griego. A pesar de cierta controversia sobre el principio de un intercambio de población, el plan fue implementado con éxito a lo largo de un período de varios años.
Participó en las negociaciones entre el gobierno griego y el turco que llevaron al Tratado de Lausana, firmado en la ciudad suiza el 24 de julio de 1923.

#### Genocidio armenio

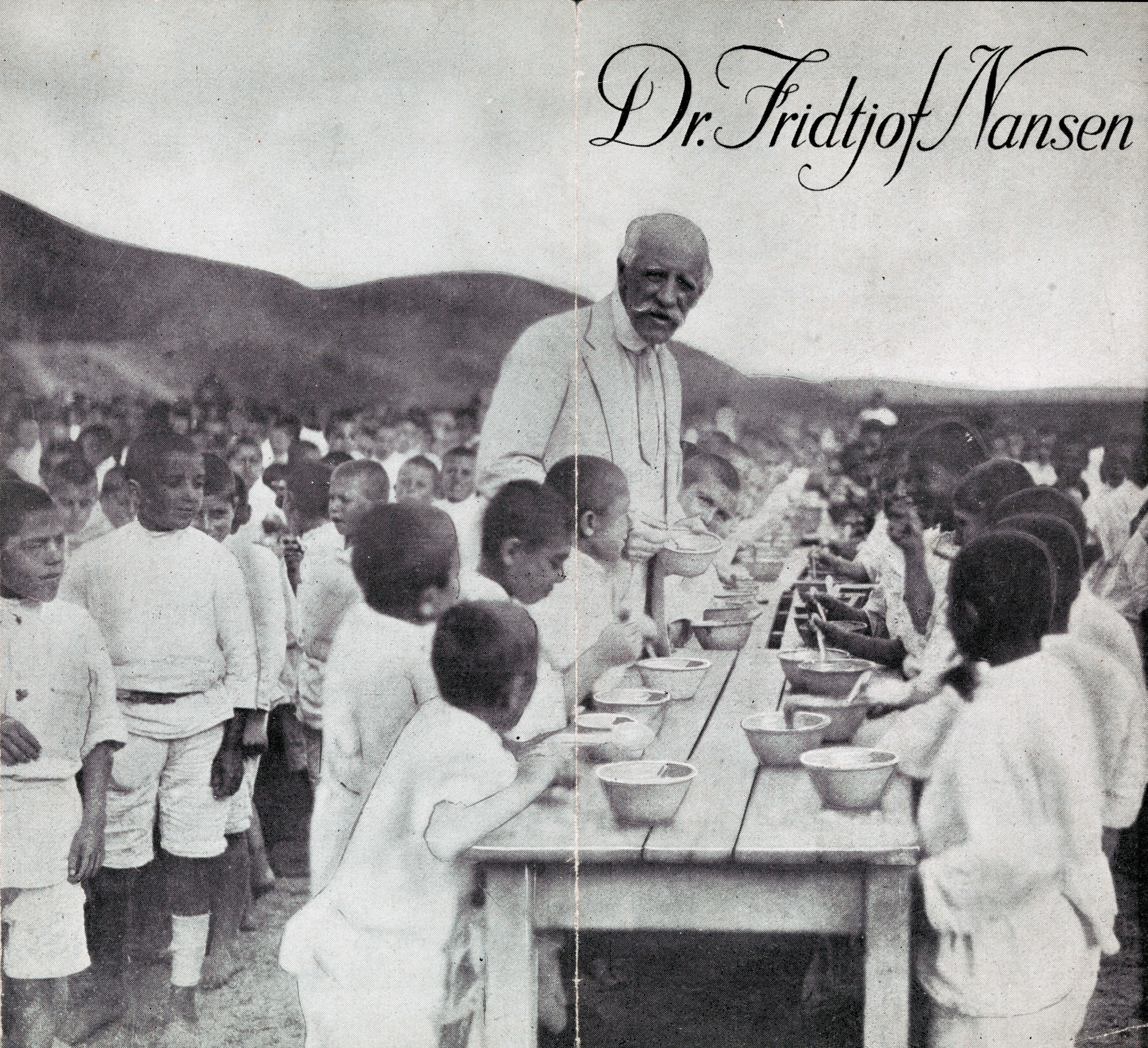
Nansen con niños huérfanos armenios en un campamento de verano cerca de Gyumri (1925)

La segunda mitad de los años 1920 trabajó para resolver la crisis de los armenios en Turquía. Desde 1925 en adelante, Nansen dedicó mucho tiempo intentando ayudar a los refugiados armenios, víctimas del genocidio armenio a manos del Imperio otomano durante la Primera Guerra Mundial y el maltrato que sufrieron con posterioridad. Su propósito fue el reasentamiento de una casa nacional para estos refugiados, dentro de las fronteras de la Armenia Soviética. Su principal ayudante en esta labor fue Vidkun Quisling, el futuro colaborador nazi y cabeza de un gobierno títere noruego durante la Segunda Guerra Mundial.
Después de visitar la región, Nansen presentó a la Asamblea un plan modesto para la irrigación de 360 km² en donde los 15 000 refugiados pudieran asentarse. El plan al final fracasó, porque incluso la incansable defensa de Nansen, no hubo dinero para financiar el plan. A pesar de este fracaso, su reputación entre el pueblo armenio sigue siendo alta.
Nansen escribió Armenia y el Oriente Próximo (1923) donde describe la situación de los armenios al perder su independencia en favor de la Unión Soviética. El libro fue traducido a muchos idiomas. Después de su visita a Armenia, Nansen escribió otros dos libros: Cruzando Armenia (1927) y A través del Cáucaso y el Volga (1930).
Dentro de la Asamblea de la Liga, Nansen habló sobre muchos temas aparte de los relacionados con los refugiados. Creía que la Asamblea daba a países pequeños como Noruega una «oportunidad única de hablar en los foros del mundo». Creía que la amplitud con la que la Liga consiguiera el desarme sería el mejor test de su credibilidad. Fue uno de los firmantes de la Convención sobre la Esclavitud de 25 de septiembre de 1926, que buscaba prohibir el uso del trabajo forzado. Apoyó el establecimiento de las reparaciones de posguerra y defendió que Alemania formara parte de la Liga de Naciones, lo que se concedió en septiembre de 1926 después de un intenso trabajo preparatorio de Nansen.

## Vida posterior

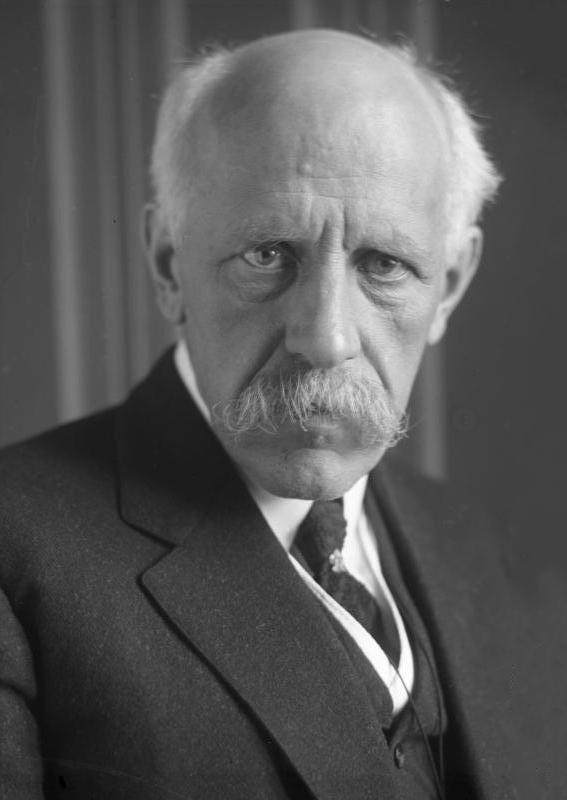
Nansen, fotografiado a finales de su vida (1930)

El 17 de enero de 1919 Nansen se casó con Sigrun Munthe, una amiga desde hacía tiempo con quien había tenido un affair en 1905, cuando Eva aún vivía. Los hijos de Nansen se mostraron resentidos por este matrimonio, que acabó siendo infeliz; un conocido de ellos escribió, en la década de los veinte, dijo que Nansen parecía insoportablemente infeliz y Sigrun empapada en odio.
El compromiso de Nansen con la Sociedad de Naciones en los años veinte implicó su ausencia de Noruega la mayor parte del tiempo, y pudo dedicar poco tiempo a su obra científica. A pesar de todo, siguió escribiendo ocasionales artículos científicos. Confiaba en poder viajar al polo Norte por aire, pero no pudo reunir financiación suficiente. En cualquier caso, se le anticipó Amundsen, quien sobrevoló el polo en el dirigible de Umberto Nobile Norge en mayo de 1926. Dos años más tarde, Nansen retransmitió una oración en memoria de Amundsen, quien había desaparecido en el Ártico mientras organizaba una partida de rescate para Nobile cuya aeronave se había estrellado en un segundo viaje polar. Nansen dijo de Amundsen: «Encontró una tumba desconocida bajo el claro cielo del mundo helado, con el zumbido de las alas de eternidad a través del espacio».
En 1925 fue nombrado caballero gran cruz con collar de la Orden de San Olaf, de la que ya había recibido, en 1896, la gran cruz.
En 1926 Nansen fue elegido Rector de la Universidad de St Andrews en Escocia, el primer extranjero que desempeñó este cargo, en gran medida honorífico. Usó la ocasión de su discurso inaugural para repasar su vida y filosofía, y hacer una llamada a la juventud de la siguiente generación. Finalizaba así:

Todos tenemos una Tierra Más Allá que buscar en nuestra vida, ¿qué más podemos desear? Nuestra tarea es encontrar el sendero que lleva a ella. Un camino largo, un camino difícil, quizá; pero la llamada nos llega a todos, y tenemos que irnos. Enraizado muy profundamente en la naturaleza de cada uno de nosotros está el espíritu de aventura, la llamada de lo salvaje, vibrando bajo todas nuestras acciones, haciendo la vida más profunda, y más alta y más noble.

Nansen evitó en gran medida involucrarse en la política interior noruega, pero en 1924 fue persuadido por el anterior primer ministro, que estaba retirado desde hacía tiempo, Christian Michelsen para tomar parte en una nueva agrupación política anticomunista, la Sociedad de la Madre Patria. Se temía en Noruega lo que podría ocurrir en caso de que Partido Laborista de orientación marxista ganase el poder e introdujera un programa revolucionario. En el mitin inaugural de la Sociedad en Oslo (que es como se acababa de rebautizar a Cristianía), Nansen declaró «que hablar del derecho a la revolución en un país con libertades civiles, sufragio universal e igualdad de oportunidades [era] una soberbia tontería».
Después de la agitación continuada entre los partidos de centro-derecha, hubo incluso una petición independiente en 1926 que ganó cierta fuerza, que proponía que Nansen encabezara un gobierno de unidad nacional de centro-derecha en un programa de presupuesto equilibrado, una idea que él no rechazó. Era el orador titular en el mitin más concurrido de la Sociedad de la Madre Patria con 15 000 personas en Tønsberg en 1928. En 1929 realizó su última gira por la Sociedad con el barco Stella Polaris, dando discursos desde Bergen hasta Hammerfest.
Entre sus diversas obligaciones y responsabilidades, Nansen había seguido tomándose vacaciones para esquiar en cuanto podía. En febrero de 1930, a los 68 años de edad, se tomó un breve descanso en las montañas con dos antiguos amigos, quienes se fijaron en que Nansen era más lento de lo habitual y que parecía cansarse fácilmente. A su regreso a Oslo se encamó durante varios meses, con gripe y más tarde flebitis, y en su lecho de enfermo lo visitó el rey Haakon VII.
Nansen era un amigo íntimo de un clérigo llamado Wilhelm. Nansen era ateo.

## Muerte y legado

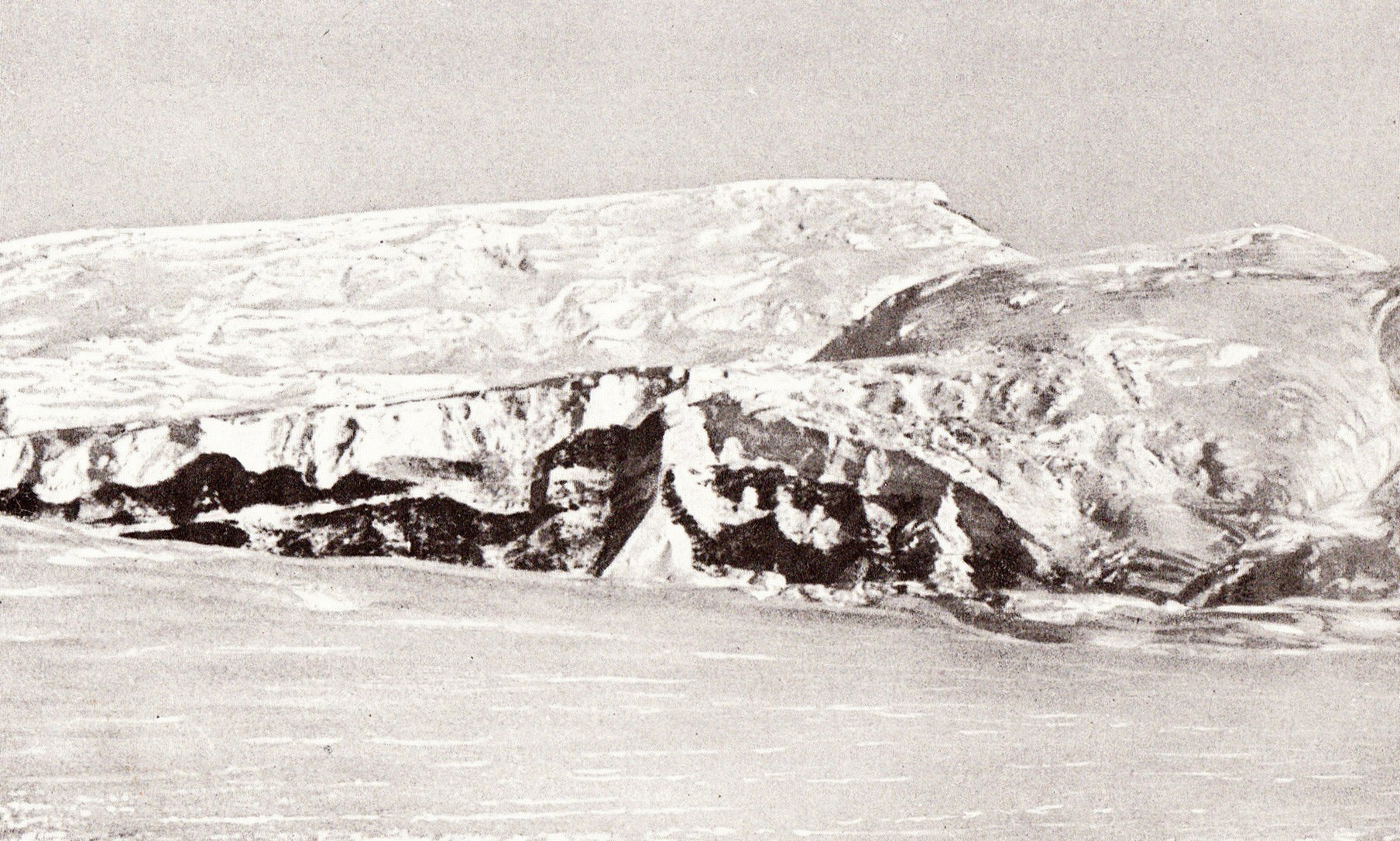
Monte Fridtjof Nansen en la Antártida, que recibió este nombre por Roald Amundsen, quien lo fotografió.

Falleció por un ataque al corazón, el 13 de mayo de 1930 en Lysaker, Bærum, en los alrededores de Oslo. Se le dio un funeral de estado no religioso antes de incinerarlo, después de lo cual sus cenizas fueron enterradas bajo un árbol en Polhøgda. La hija mayor de Nansen, Liv, escribió que no hubo discursos, solo música: La muerte y la doncella de Schubert, que Eva solía cantar.
En vida, y posteriormente, Nansen recibió honores y reconocimientos de muchos países. Entre los muchos tributos que recibió posteriormente estuvo el de Lord Robert Cecil, un delegado como él de la Sociedad de Naciones, quien habló de la amplitud del trabajo de Nansen, que hizo sin tomar en consideración sus propios intereses o su salud: «Cada buena causa tuvo su apoyo. Fue un intrépido pacificador, un amigo de la justicia, un abogado siempre por los débiles y sufrientes».
Nansen fue un pionero e innovador en muchos campos. De joven, abrazó la revolución en los métodos de esquí que lo transformaron, de un medio de transporte en el invierno a un deporte universal, y rápidamente se convirtió en uno de los principales esquiadores de Noruega. Más tarde fue capaz de aplicar su experiencia a los problemas del viaje polar, en sus expediciones tanto atravesando Groenlandia como en la expedición del Fram.
Inventó el «trineo Nansen» con patines anchos, al estilo de los esquiadores, el «hornillo Nansen» para mejorar la eficiencia calorífica de los hornillos de acampada que se usaban por entonces, y el principio de vestir a capas en la ropa polar, en donde los tradicionales ropajes pesados e incómodos fueron reemplazados por material ligero. En la ciencia, Nansen es reconocido como uno de los fundadores de la neurología moderna, y también como un contribuidor significativo a la temprana ciencia oceanográfica, en particular por su labor estableciendo el Laboratorio Oceanográfico Central en Cristianía.
A través de su trabajo para la Sociedad de Naciones, Nansen ayudó a establecer el principio de responsabilidad internacional respecto a los refugiados.

## Honores póstumos

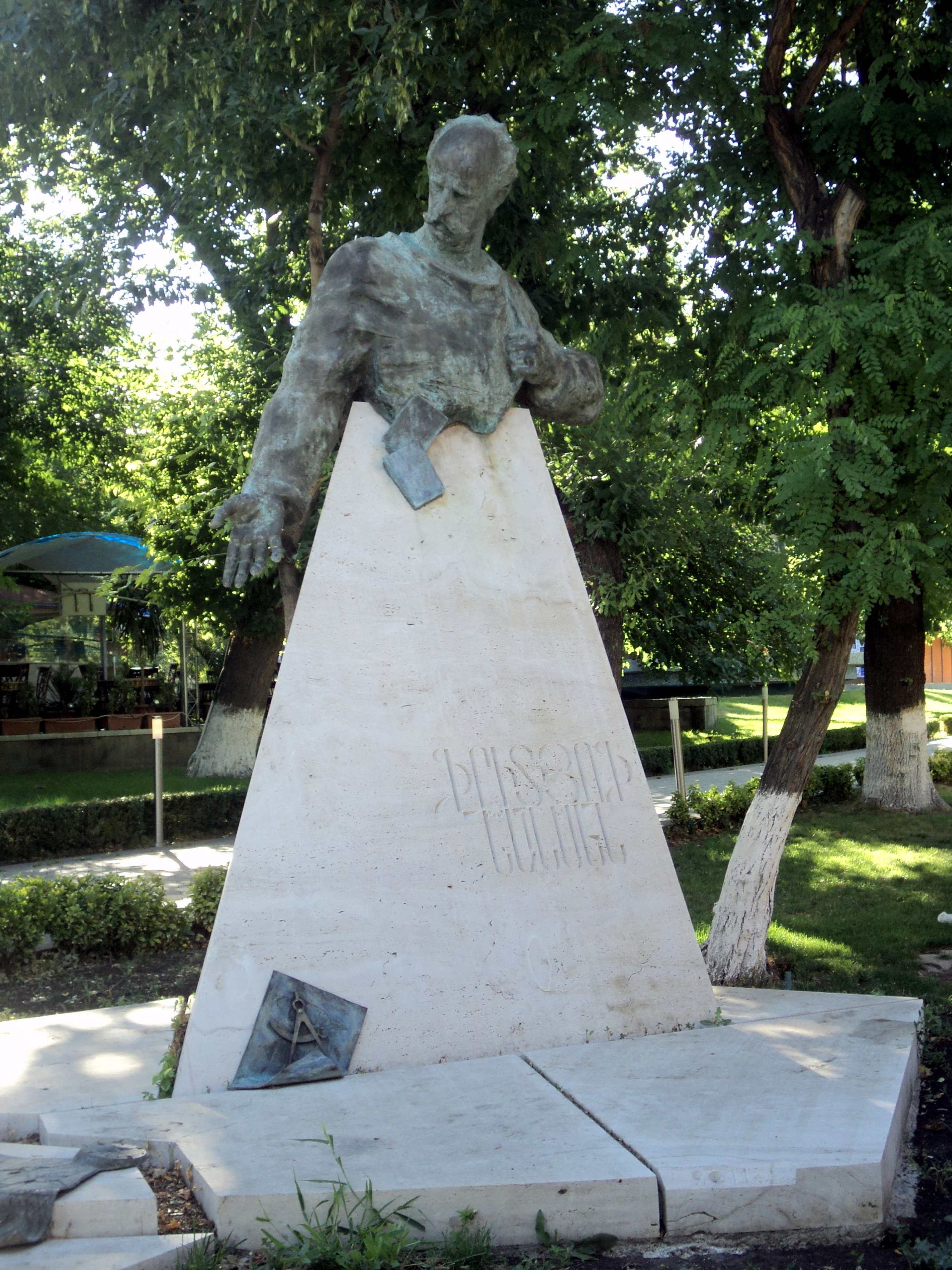
Fridtjof Nansen, busto en Ereván, obra de Garegin Davtyan.

Inmediatamente después de la muerte de Nansen, la Sociedad estableció la Oficina Internacional Nansen para los Refugiados, un cuerpo semiautónomo bajo la autoridad de la Sociedad, para continuar su obra. La Oficina Nansen se enfrentó a grandes dificultades, en parte derivadas del gran número de refugiados de las dictaduras europeas en los años treinta. A pesar de todo, aseguró el acuerdo de catorce países (incluyendo a una remisa Gran Bretaña) de la Convención sobre los Refugiados de 1933.
También ayudó a repatriar a 10 000 armenios a Ereván en la Armenia soviética, y encontró un hogar a otros 40 000 en Siria y el Líbano. En 1938, el año en que fue reemplazada por una organización más amplia, la Oficina Nansen recibió el premio Nobel de la Paz. En 1954, la organización sucesora de la Sociedad de Naciones, las Naciones Unidas, establecieron la Medalla Nansen, más tarde llamada Premio Nansen para los refugiados, que se entrega anualmente por el Alto Comisionado de las Naciones Unidas para los Refugiados al individuo, grupo u organización «con trabajo sobresaliente en beneficio de los desplazados forzosos».
Se fundó la Academia Nansen en Lillehammer, Noruega, en 1938. Recibió el nombre de Nansen por su familia para trabajar en pro de la democracia y los ideales humanos en un tiempo de dictaduras en Europa. Persiste hoy en día trabajando con el diálogo en zonas de guerra y la educación a favor de la paz.
Numerosos accidentes geográficos han recibido su nombre: la cuenca de Nansen y la dorsal de Nansen-Gakkel en el océano Ártico; el monte Nansen en la región del Yukón en Canadá; el monte Nansen, el monte Fridtjof Nansen, la isla Nansen y la Isla Nansen Norte, los cuatro en la Antártida; así como la isla Nansen en el mar de Kara, la Tierra de Nansen en Groenlandia y la isla Nansen en la Tierra de Francisco José; el lago Nansen en Argentina; así como el Monte Nansen en Kirguistán; la isla Eva en la Tierra de Francisco José recibe este nombre por Eva Nansen, la esposa de Fridtjof; el asteroide (853) Nansenia; el cráter Nansen en el polo norte de la Luna y cráter Nansen en el planeta Marte. Su mansión en Polhøgda es actualmente la sede del Instituto Fridtjof Nansen, una fundación independiente que se implica en investigaciones sobre la política del manejo del medio ambiente, la energía y los recursos.
La Sociedad Geofísica Europea ha concedido, desde 1996, la Medalla Fridtjof Nansen por investigación distinguida en Oceanografía.
La película biográfica noruego-soviética Bare et liv – Historien om Fridtjof Nansen («Justo una vida – la historia de Fridtjof Nansen») fue estrenada en 1968 con Knut Wigert interpretando a Nansen.
La Marina Real Noruega ha bautizado varios barcos con su nombre, comenzando con el buque de patrulla offshore KNM Fridtjof Nansen en 1930. La Armada Real Noruega lanzó en 2004 la Clase Fridtjof Nansen, cinco fragatas construidas por la empresa española Navantia para la Armada Real de Noruega, con KNM Fridtjof Nansen (F310) como el buque líder de clase, construido en Ferrol en 2006.
También se le ha dado su nombre a otros lugares y organizaciones:
- La Academia Humanista Noruega, Nansenskolen, Academia Nansen, recibe su nombre de Fridtjof Nansen. Hay dos escuelas que llevan su nombre, en la Anglican Church Grammar School y la Island School, Hong Kong.
- El Nansen Environmental and Remote Sensing Center es un instituto de investigación no lucrativo asociado con la Universidad de Bergen.[195]
- El Programa Nansen, noruego, apoya a los países en desarrollo en investigación y dirección de pesquerías. Su barco de investigación se llama Dr. Fridtjof Nansen.[196]
- El Nansen Village es un alojamiento con sede en Londres para familias de estudiantes internacionales de posgrado.
- Nansen Lodge y Nansen Park, Staten Island, Nueva York, son instalaciones para la organización fraternal Hijos de Noruega.
- Calles
  - Fridtjof Nansen gate (calle), Hamar, Noruega
  - Nansen gate (calle), Kongsberg, Noruega[197]
  - Calle Fridtjof Nansen, Kosovo[198]
  - Fridtjof Nansens gate (calle), Namsos, Noruega
  - Fridjof Nansens plass (plaza), Oslo, Noruega[199]
  - Fridtjof Nansen plass (plaza), Tromsø, Noruega
  - Fridtjof Nansens Vej (calle), Århus Norte, Dinamarca
  - Fridtjof Nansens Plads (lugar), Copenhague Oeste, Dinamarca
  - Fridtjof Nansen Strasse, Spittal an der Drau, Austria
  - Nansensgade, Copenhague, Dinamarca
  - Nansensgade, Odense, Dinamarca
  - Nansen Street, Salford, Reino Unido
  - Calle Fridtjof Nansen, Sofía, Bulgaria
  - Nansen Lodge, Staten Island, Nueva York, Estados Unidos
  - Nansen Ave., Poole, Dorset, Inglaterra
  - Nansenstraat, Gouda, Países Bajos
  - Nansen walk, Corby, Inglaterra
  - Nansen Ct. New City Park, Nueva York, EE. UU.
  - Nansen St., Ereván, Armenia
  - Nansenstrasse, Zürich, Suiza
  - Calle Fridtjof Nansen, Rosario, Argentina

El Fram se puede ver hoy en día visitar en el interior del museo de la isla Bygdøy, cerca de Oslo, al lado del Drakkar Oseberg y de la Kon-Tiki de Thor Heyerdahl.

## Publicaciones
- Paa ski over Grønland. En skildring af Den norske Grønlands-ekspedition 1888-89 (La primera travesía de Groenlandia). Aschehoug, Cristianía [1890. 704 páginas. Tr. al inglés como The First Crossing of Greenland, 1890. Tr. al español, La travesía de Groenlandia, Madrid, Interfolio libros 2018. ISBN 978-84-943886-9-9.
- Eskimoliv (Vida de los esquimales). Aschehoug, Cristianía 1891. 293 páginas. Tr. al inglés como Eskimo Life, 1893.[200]
- Fram over Polhavet. Den norske polarfærd 1893-1896. Aschehoug, Cristianía 1897. 2 tomos. Tr. al inglés como Farthest North, 1897. En España, Hacia el Polo. Relato de la expedición de 1893 a 1896, según el Diario de la exploración (La España Moderna, 1900); En la noche y entre los hielos (Editorial Labor, 1962); En la noche y entre los hielos: la expedición polar noruega de 1893 a 1896 (Timun Mas, 1998) y Hacia el Polo (Interfolio libros, Madrid, 2010).
- The Norwegian North Polar Expedition, 1893–1896; Scientific Results (6 volúmenes, 1901).
- Norge og foreningen med Sverige. Jacob Dybwads Forlag, Cristianía 1905. 88 páginas. Tr. al inglés como Norway and the Union With Sweden, 1905.
- Northern Waters: Captain Roald Amundsen's Oceanographic Observations in the Arctic Seas in 1901. J. Dybwad, 1906.
- Nord i tåkeheimen. Utforskningen av jordens nordlige strøk i tidlige tider (Nieblas del Norte). Jacob Dybwads Forlag, Cristianía 1911. 603 páginas. Tr. al inglés como In Northern Mists: Arctic Exploration in Early Times, 1911.
- Gjennem Sibirien. Jacob Dybwads forlag, Cristianía, 1914. 386 páginas. Tr. al inglés como Through Siberia the Land of the Future, 1914.
- Frilufts-liv. Jacob Dybwads Forlag, Cristianía, 1916. 233 páginas.
- En ferd til Spitsbergen. Jacob Dybwads Forlag, Cristianía, 1920. 279 páginas.
- Rusland og freden (Rusia y la paz). Jacob Dybwads Forlag, Cristianía, 1923. 151 páginas.
- Blant sel og bjørn. Min første Ishavs-ferd. Jacob Dybwads Forlag, Cristianía, 1924. 285 páginas.
- Gjennem Armenia (Armenia y el oriente próximo). Jacob Dybwads Forlag, Oslo, 1927. 247 páginas. Tr. al inglés como Armenia and the Near East. Editorial: J.C. & A.L. Fawcett, Inc., Nueva York, 1928. (extractos Archivado el 7 de febrero de 2016 en Wayback Machine.).
- Gjennem Kaukasus til Volga. Jacob Dybwads Forlag, Oslo, 1929. 162 páginas. Tr. al inglés como Through The Caucasus To The Volga, 1931.